# 2018-as sakkolimpia

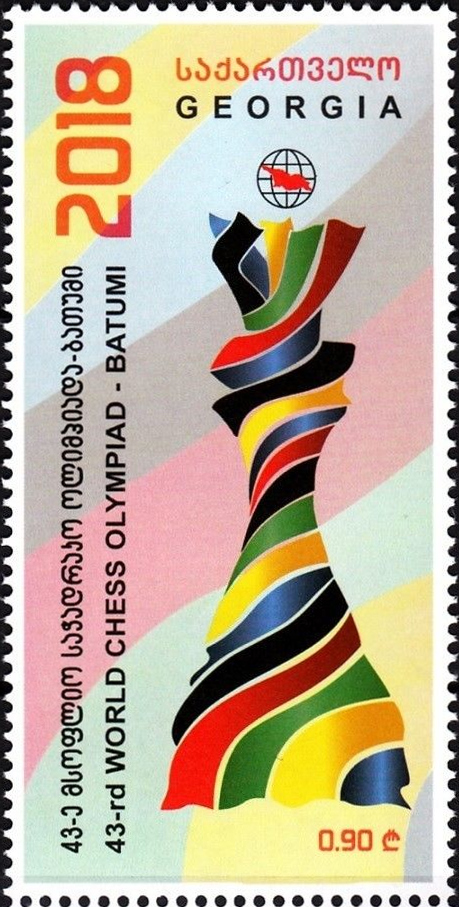
A sakkolimpia tiszteletére kibocsátott grúziai postabélyeg, amelyen a torna logójának képe látható

A 43. nyílt és 28. női sakkolimpiát 2018. szeptember 23. és október 6. között a grúziai Batumiban rendezték meg. A torna rendezésének jogát Batumi a 2014-es sakkolimpia ideje alatt rendezett FIDE-kongresszuson kapta meg, ahol 93 szavazatot kapott, míg a másik jelentkező, a dél-afrikai Durban városa csak 58-at.
A megnyitóünnepségnek a Batumitól 45 kilométerre fekvő Sekvetili üdülőhelyen levő Black Sea Arena (Fekete-tenger Aréna) adott helyet, míg a versenyre Batumiban, a 2018-ban felépült Sportpalotában került sor.
Az olimpián 190 ország versenyzői vettek részt, a nyílt versenyre 185, míg a női versenyre 151 csapat nevezett, ami rekordnak számít a sakkolimpiák történetében. A rendező Grúzia három csapatot indíthatott, és csapattal képviseltette magát a vak sakkozók nemzetközi szervezete (International Braille Chess Association – IBCA), a mozgáskorlátozottak nemzetközi sakkszövetsége (International Physically Disabled Chess Association – IPCA), valamint a hallássérültek nemzetközi sakkszervezete (International Chess Committee of the Deaf – ICCD) is. A nyílt versenyen 918, míg a női versenyen 747 versenyző indult.
A nyílt versenyen a címvédő az Amerikai Egyesült Államok, a női versenyen Kína csapata volt. A győzelmet ezúttal mind a nyílt versenyen, mind a nők között Kína csapata szerezte meg.
Az előzetesen 13. helyre rangsorolt magyar női válogatott várakozáson felül teljesítve az 5. helyen ért célba, míg a nyílt versenyen az előzetesen 12. helyre rangsorolt magyar férfi válogatott a 18. helyet szerezte meg.
Az előzetes nevezések alapján a résztvevők közül hiányzott a férfi és a női világranglista vezetője, Magnus Carlsen és Hou Ji-fan, ugyanakkor az indiai exvilágbajnok Visuvanádan Ánand 2006 óta először játszott ismét India válogatottjában. A két világelső kivételével az összes szupernagymester, illetve az aktuális világranglista első tíz helyezettjéből kilenc részt vett a tornán. A Bolgár Sakkszövetség és a FIDE közötti vita eredményeként Bulgária nem tagja a nemzetközi sakkszövetségnek, így a korábbi világbajnok Veszelin Topalov és a női exvilágbajnok Antoaneta Sztefanova nem vehetett részt ezen az olimpián.
A női olimpián a bírói testület tagja volt a magyar Verőci Zsuzsa is.
A sakkolimpia szervezői által felkért egyik jószolgálati nagykövet Polgár Judit volt, és ugyanezt a felkérést kapták Nona Gaprindasvili, Maia Csiburdanidze és Visuvanádan Ánand exvilágbajnokok, valamint a mezzoszoprán énekesnő Anita Rachvelishvili, a zeneszerző-karmester Nikoloz Rachveli és a súlyemelő Lasha Talakhadze. A sakkolimpia tiszteletére 2018 májusában Grúzia postabélyeget bocsátott ki, amelyen a torna logója látható.
A sakkolimpia ideje alatt rendezték a Nemzetközi Sakkszövetség (FIDE) 89. kongresszusát, amelyen megválasztották a FIDE új elnökét az orosz politikus és közgazdász, Oroszország korábbi miniszterelnök-helyettese, Arkagyij Dvorkovics személyében.

## A legerősebb csapatok

### Nyílt verseny
Az erősorrendet a nyílt versenyen a 2772-es átlag-Élő-pontszámmal rendelkező és címvédő Amerikai Egyesült Államok válogatottja vezette a 2764 pontátlagú Oroszország és a 2756 átlag-Élő-ponttal rendelkező Kína előtt. Magyarország a 12. legerősebb csapatnak számított a mezőnyben 2673 átlagponttal. A nyílt versenyen négy exvilágbajnok, az indiai Visuvanádan Ánand, az orosz Vlagyimir Kramnyik, az üzbég Rusztam Kaszimdzsanov, az ukrán Ruszlan Ponomarjov, valamint a 2018-as sakkvilágbajnokság kihívója, az amerikai Fabiano Caruana is részt vett.
Az első hat legerősebb csapat összeállítása a legjobb négy versenyző Élő-pontszámának átlagával:
1. Egyesült Államok (2772): Fabiano Caruana 2827, Wesley So 2776, Nakamura Hikaru 2763, Samuel L Shankland 2722, Ray Robson 2682
Az Amerikai Egyesült Államok csapata címvédőként ebben az évben is a verseny egyik nagy favoritja volt, tekintettel arra, hogy a világranglista első 15 helyezettje közül három is a csapat tagja. 1928 óta 38 sakkolimpián vettek részt. Összesen hat arany-, öt ezüst- és nyolc bronzérmet szereztek. Utoljára 2016-ban álltak a dobogó legfelső fokán. Ezüstérmet régen, 1990-ben és 1998-ban szereztek, míg 2006-ban és 2008-ban a harmadik helyet érték el.[16][17]
2. Oroszország (2764): Vlagyimir Kramnyik 2779, Jan Nyepomnyascsij 2768, Szergej Karjakin 2760, Dmitrij Jakovenko 2748, Nyikita Vityugov 2726
Oroszország csapata 1992 óta vesz részt a sakkolimpiákon, azóta hat aranyérmet nyertek (utoljára 2002-ben Bledben), és háromszor végeztek a második helyen (2004-ben, 2010-ben és 2012-ben). A legutóbbi sakkolimpián bronzérmet szereztek. A csapat tagja az exvilágbajnok Vlagyimir Kramnyik.[16][18]
3. Kína (2756): Ting Li-zsen 2804, Jü Jang-ji 2765, Vej Ji 2742, Pu Hsziang-cse 2712, Li Csao 2708
Kína 1978-ban vett részt először a sakkolimpián. Lassan, de fokozatosan az elmúlt évek egyik legerősebb csapatává vált. Ezt mutatja a a 2006-os olimpián elért ezüst- és a 2014-es olimpián szerzett aranyérmük. Mind az öt játékosuk Élő-pontszáma 2700-on felüli.[16][19]
4. Azerbajdzsán (2748): Sahrijar Mamedjarov 2820, Tejmur Radzsabov 2751, Arkadij Naiditsch 2721, Rauf Mamedov 2699, Eltaj Safarli 2676
Azerbajdzsán 1994 óta szerepel a sakkolimpiákon, és a nyílt versenyben még nem szereztek érmet. Legjobb helyezésük a 2008-as olimpia hatodik helye és a 2014-ben elért ötödik hely, amely alkalommal a második helyezett csapattal azonos pontszámmal rendelkeztek.[16][20]
5. India (2724): Visuvanádan Ánand 2771, Pendjála Harikrisna 2743, Santosh Gujrathi Vidit 2711, Krishnan Sasikiran 2672, B. Adhiban 2668
India csapata 23 alkalommal vett részt sakkolimpiákon, legjobb szereplésük a 2014-es sakkolimpián szerzett bronzérem. A legutóbbi olimpián a 4. helyen végeztek. A csapat éltáblása az exvilágbajnok Visuvanádan Ánand.[16][21]
6. Ukrajna (2698): Vaszil Ivancsuk 2710, Pavel Eljanov 2703, Jurij Krivorucsko 2695, Anton Korobov 2685, Ruszlan Ponomarjov 2681
A legutóbbi olimpia ezüstérmese. 1994 óta vesznek részt a sakkolimpiákon, ez idő alatt két arany- (2004-ben és 2010-ben), két ezüst- (1996-ban és 2016-ban) és három bronzérmet szereztek. A csapat tagja az exvilágbajnok Ruszlan Ponomarjov.[16][22]

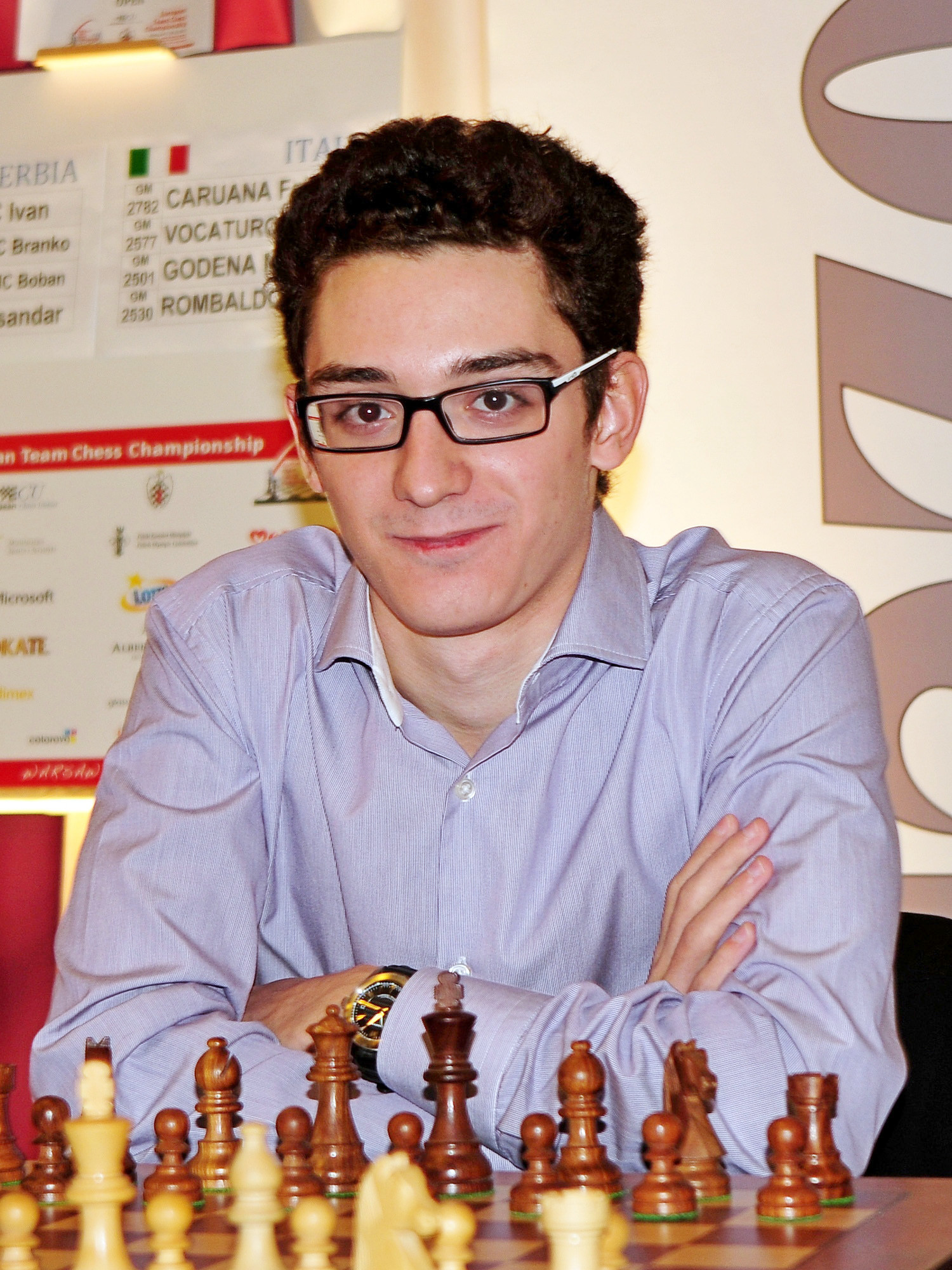
Fabiano Caruana A világranglista 2. helyezettje játszik az Amerikai Egyesült Államok első tábláján
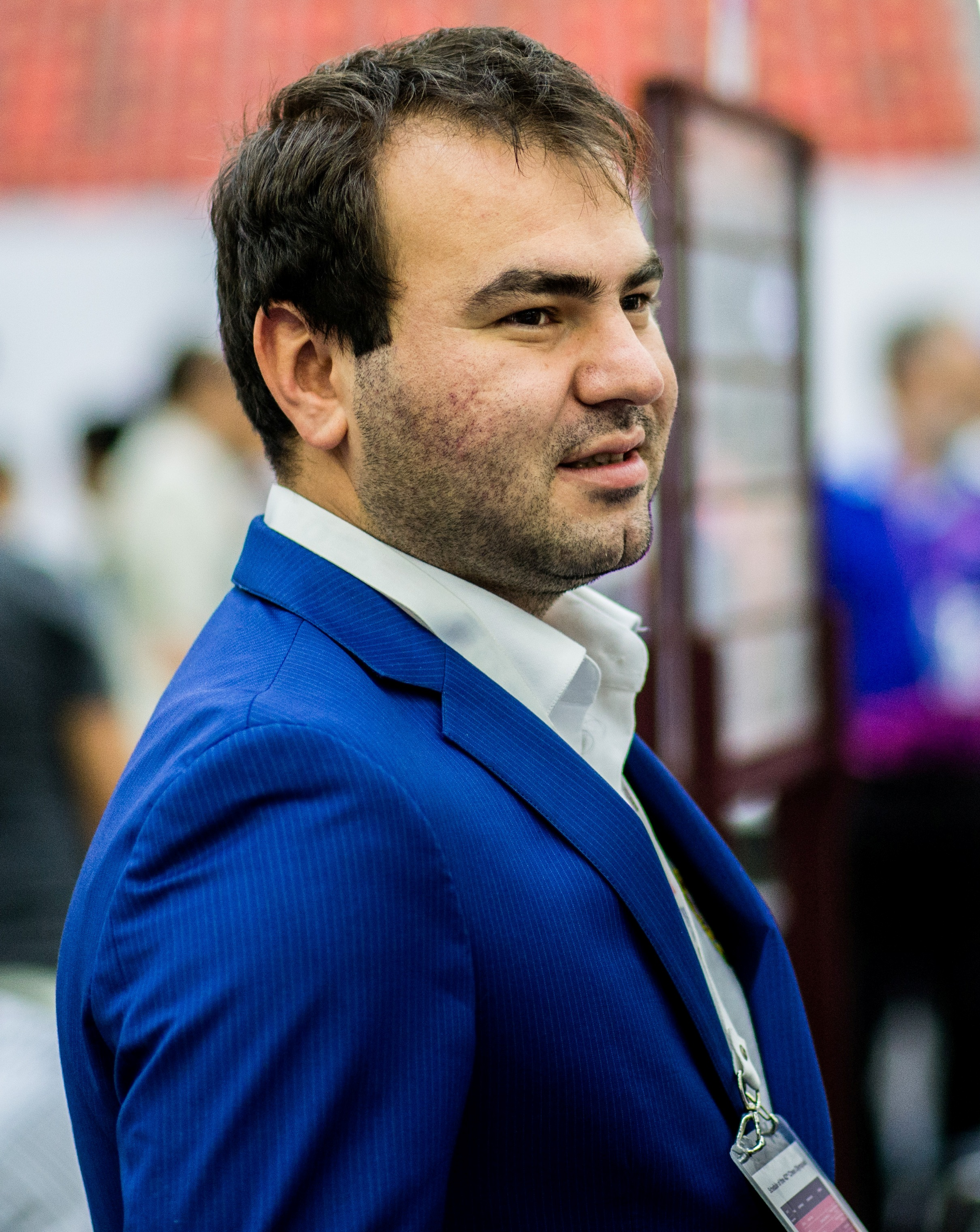
Sahrijar Mamedjarov A világranglista 3. helyezettje Azerbajdzsán első tábláján játszik
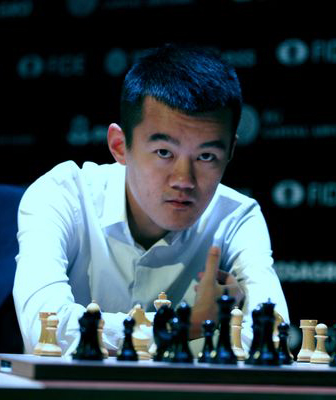
Ting Li-zsen A világranglista 4. helyezettje játszik Kína első tábláján
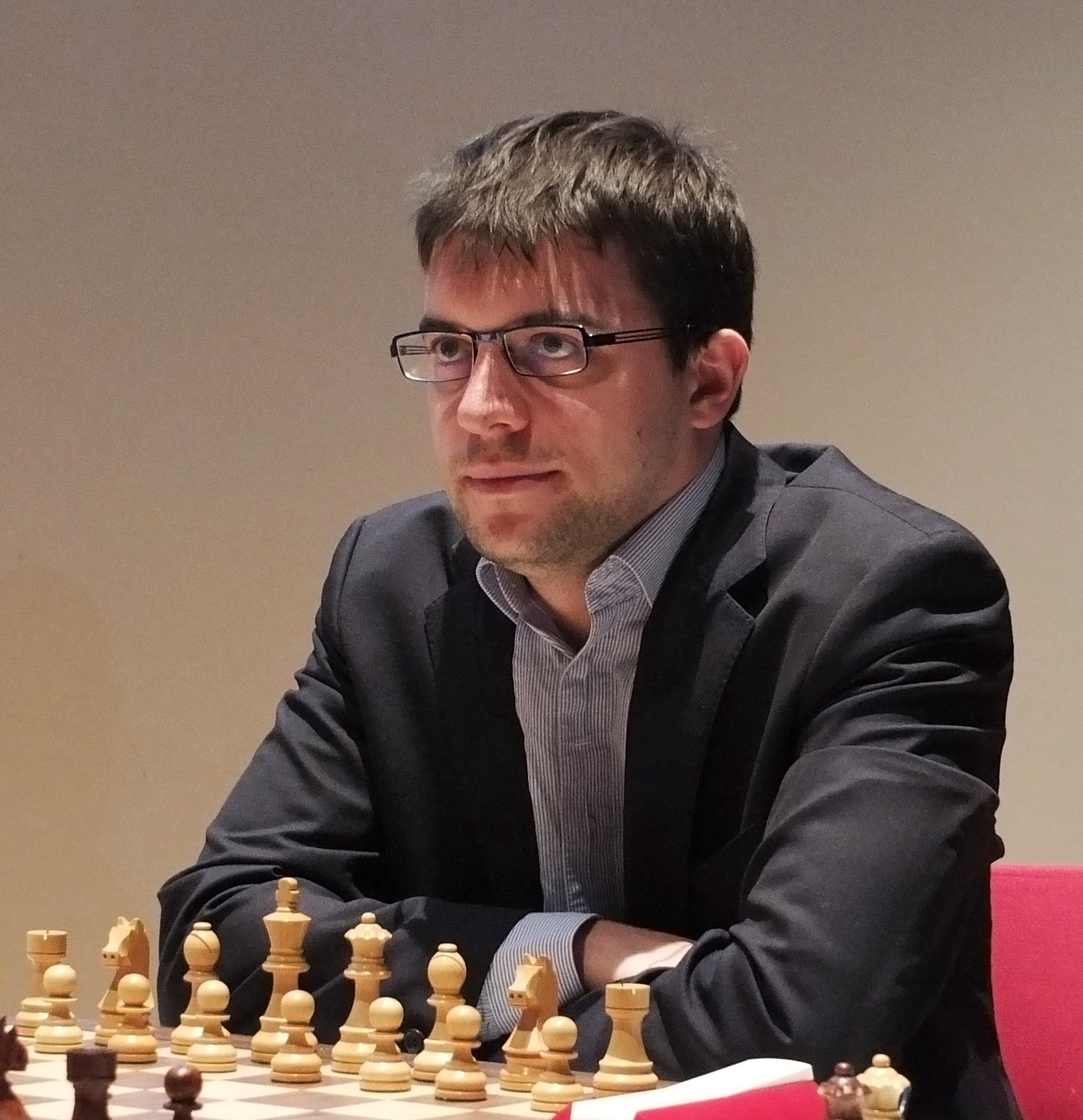
Maxime Vachier-Lagrave A világranglista 5. helyezettje Franciaország első tábláján játszik
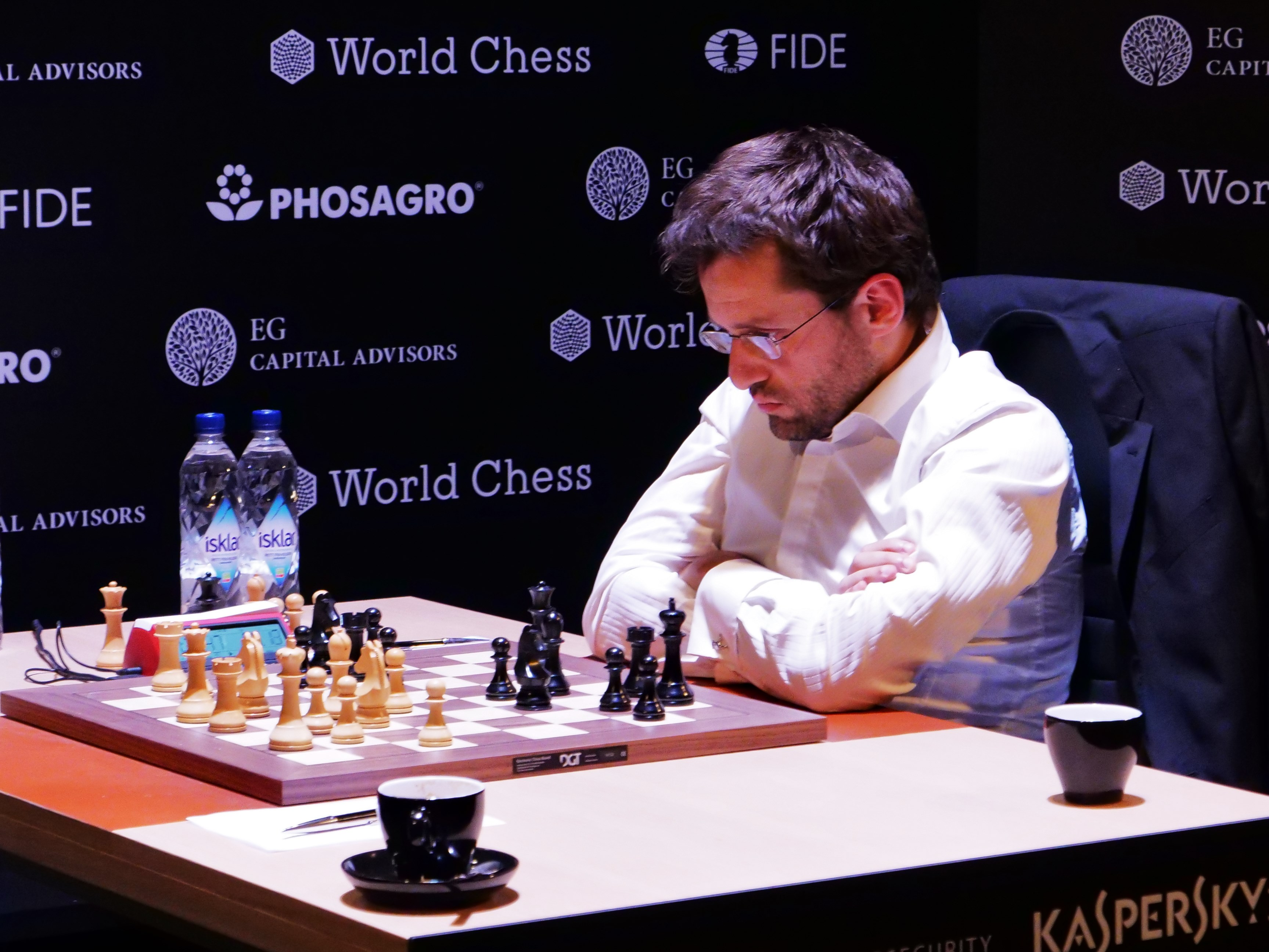
Levon Aronján A világranglista 6. helyezettje játszik Örményország első tábláján

### Női verseny
A nők mezőnyében Oroszország 2523, Ukrajna 2486, Kína 2485 átlag-Élő-ponttal rendelkezett, Magyarország női csapata a 13. legerősebbnek számított a mezőnyben 2344-es átlagpontszámmal. A női versenyen a regnáló világbajnokon, a kínai Csü Ven-csünön kívül még három exvilágbajnok vett részt: az orosz Alekszandra Koszytenyuk, az ukrán Anna Usenyina és a szintén ukrán Marija Muzicsuk.
Az első hat legerősebb csapat összeállítása a legjobb négy versenyző Élő-pontszámának átlagával:
1. Oroszország (2523): Alekszandra Kosztyenyuk 2559, Alekszandra Gorjacskina 2535, Valentyina Gunyina 2528, Natalja Pogonyina 2469, Olga Girja 2462
Oroszország 1992 óta szerepel a sakkolimpiákon, és az eddigi eredményük három arany-, három ezüst- és három bronzérem. A legutóbbi olimpián a 4. helyen végeztek. A csapat tagja volt az exvilágbajnok Alekszandra Kosztyenyuk, a 2015-ös világbajnoki döntő résztvevője Natalja Pogonyina, valamint a még mindig csak 19 éves sakkcsodagyerek, a többszörös korosztályos világbajnok, Oroszország kétszeres felnőtt bajnoka, Alekszandra Gorjacskina.[10][23]
2. Ukrajna (2486): Anna Muzicsuk 2555, Marija Muzicsuk 2533, Anna Usenyina 2451, Julija Oszmak 2405, Natalija Zsukova 2403
Ukrajna csapata 1992 óta vesz részt a sakkolimpiákon, eddigi eredményük egy arany- (2006-ban), két ezüst- (1992-ben és 2008-ban), valamint három bronzérem a három utóbbi sakkolimpián. A csapat két exvilágbajnokkal (Marija Muzicsuk és Anna Usenyina) indul ezen a versenyen.[10][24]
3. Kína (2485): Csü Ven-csün 2561, Lej Ting-csie 2468, Sen Jang 2461, Huang Csien 2446, Csai Mo 2351
Kína női csapata 1980 óta, huszadik alkalommal vesz részt a sakkolimpián, a korábbi versenyeken öt arany-, négy ezüst- és négy bronzérmet szereztek. A 2016-os sakkolimpia bajnokaiként ezúttal címvédőként indultak, míg a 2016-ot megelőző három olimpián – mindháromszor Oroszország mögött – ezüstérmesek voltak. A csapat nélkülözte a női világranglistát vezető Hou Ji-fant, de első táblása a regnáló világbajnok Csü Ven-csün.[10][25]
4. Grúzia (2484): Nana Dzagnidze 2509, Nino Baciasvili 2482, Lela Dzsavahisvili 2475, Bela Kotenasvili 2469, Meri Arabidze 2404
Grúzia válogatottja 1992 óta vesz részt a sakkolimpiákon, és ez idő alatt 4 arany-, 1 ezüst- és 2 bronzérmet szereztek. Utolsó aranyérmüket 2008-ban érték el. A legutóbbi olimpián a 10. helyen végeztek.[10][26]
5. India (2458): Kónéru Hanpi 2557, Drónavalli Hárika 2500, Tánia Szacsadéva 2400, Eesa Karavade 2374, Padmini Ráut 2338
India 1978 óta vesz részt a női sakkolimpián, érmet még nem sikerült szerezniük, de a legutóbbi olimpián az 5. helyen végeztek. Hosszabb kihagyás után ismét versenyezni kezdett legerősebb játékosuk, Kónéru Hanpi.[10][27]
6. Franciaország (2418): Marie Sebag 2480, Almira Szkripczenko 2414, Pauline Guichard 2390, Sophie Milliet 2389, Cecile Haussernot 2237
Franciaország huszonharmadik alkalommal vesz részt a női sakkolimpiákon, ez idő alatt érmet még nem sikerült szerezniük, a legjobb helyezésük a 2004-es sakkolimpián elért 5. hely volt.[10][28]

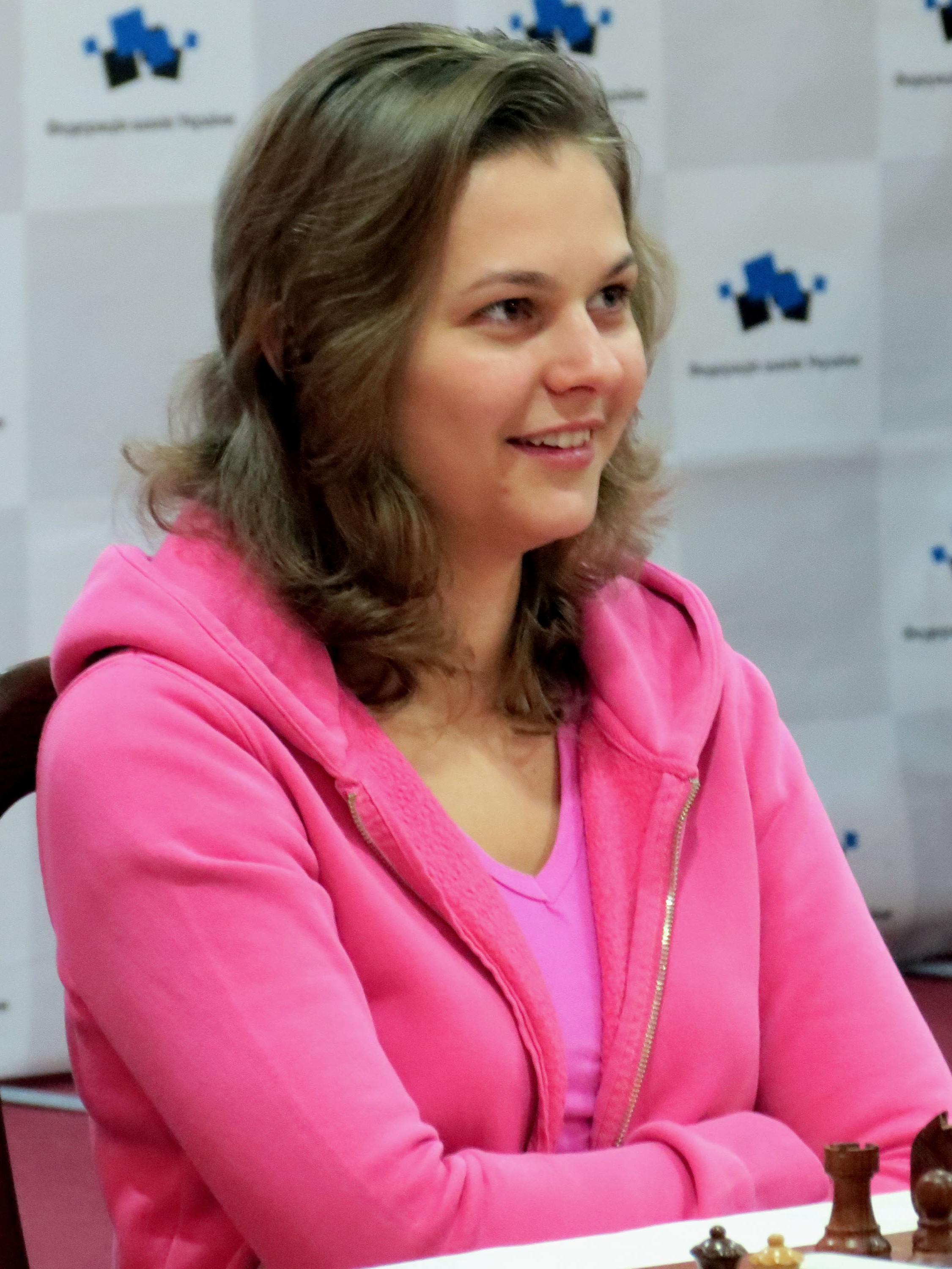
Anna Muzicsuk A világranglista 2. helyezettje játszik Ukrajna első tábláján
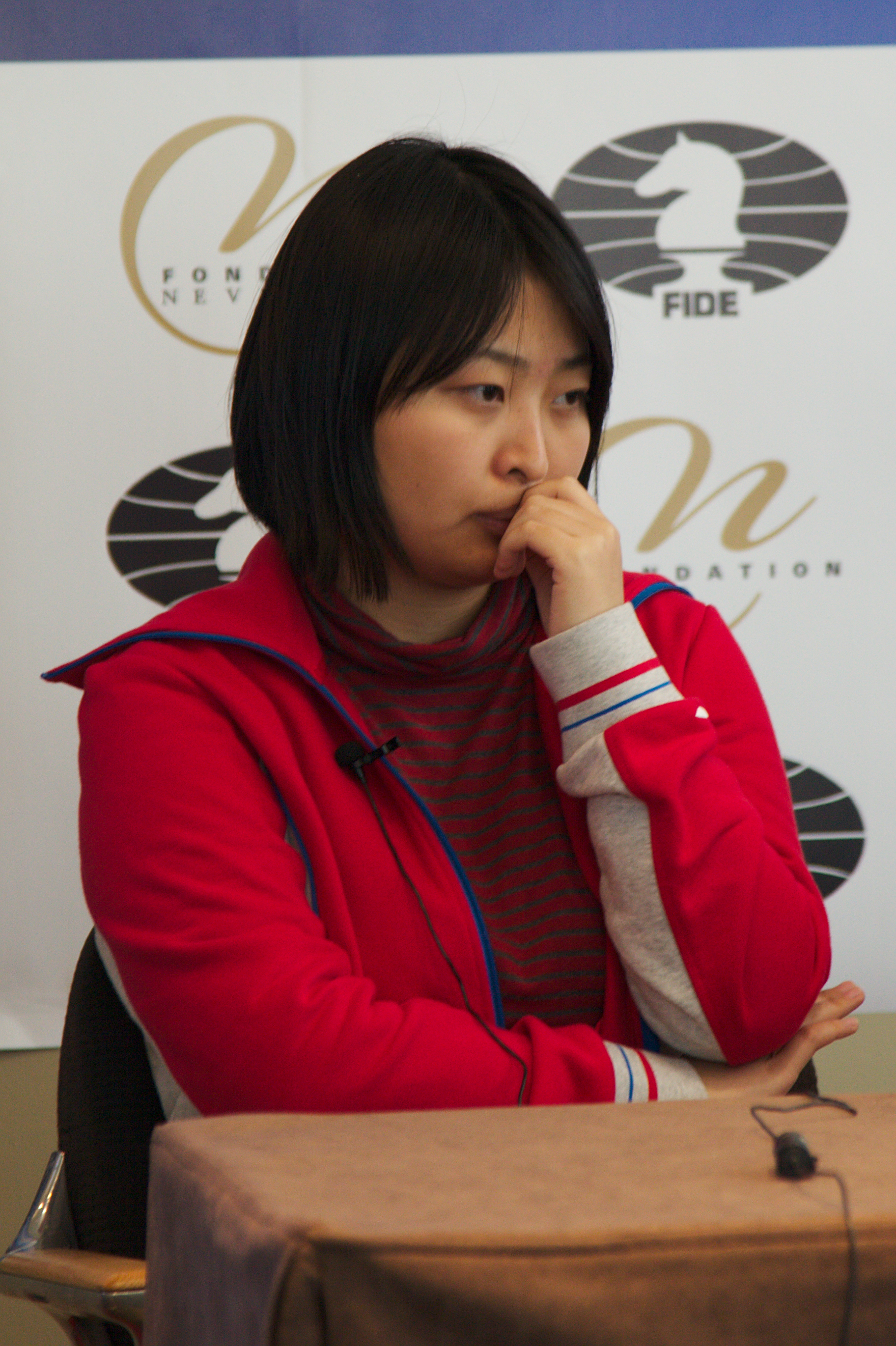
Csü Ven-csün A világranglista 3. helyezettje játszik Kína első tábláján
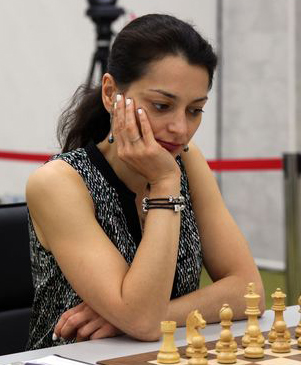
Alekszandra Kosztyenyuk A világranglista 4. helyezettje játszik Oroszország első tábláján
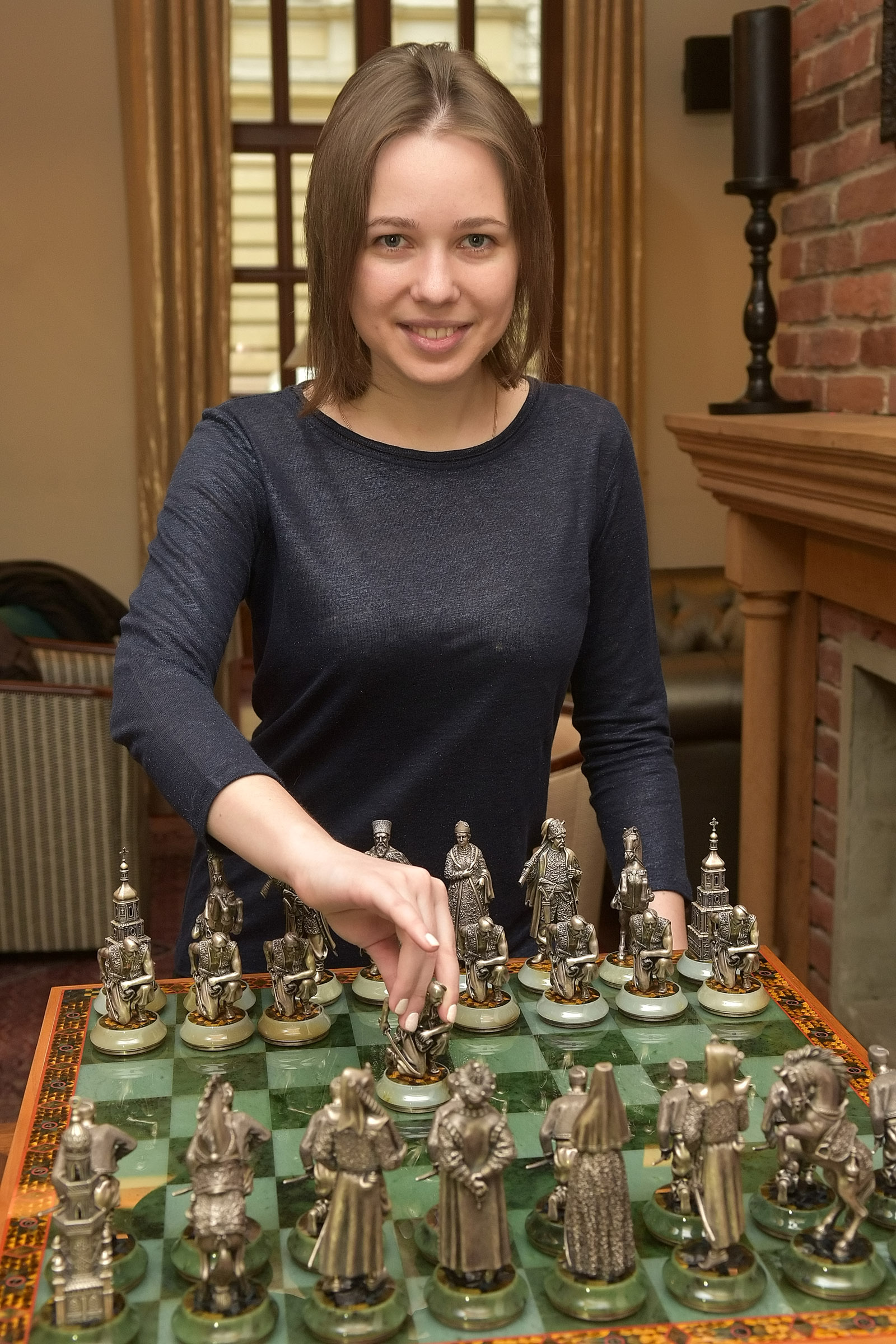
Marija Muzicsuk A világranglista 6. helyezett exvilágbajnok Ukrajna második tábláján játszik
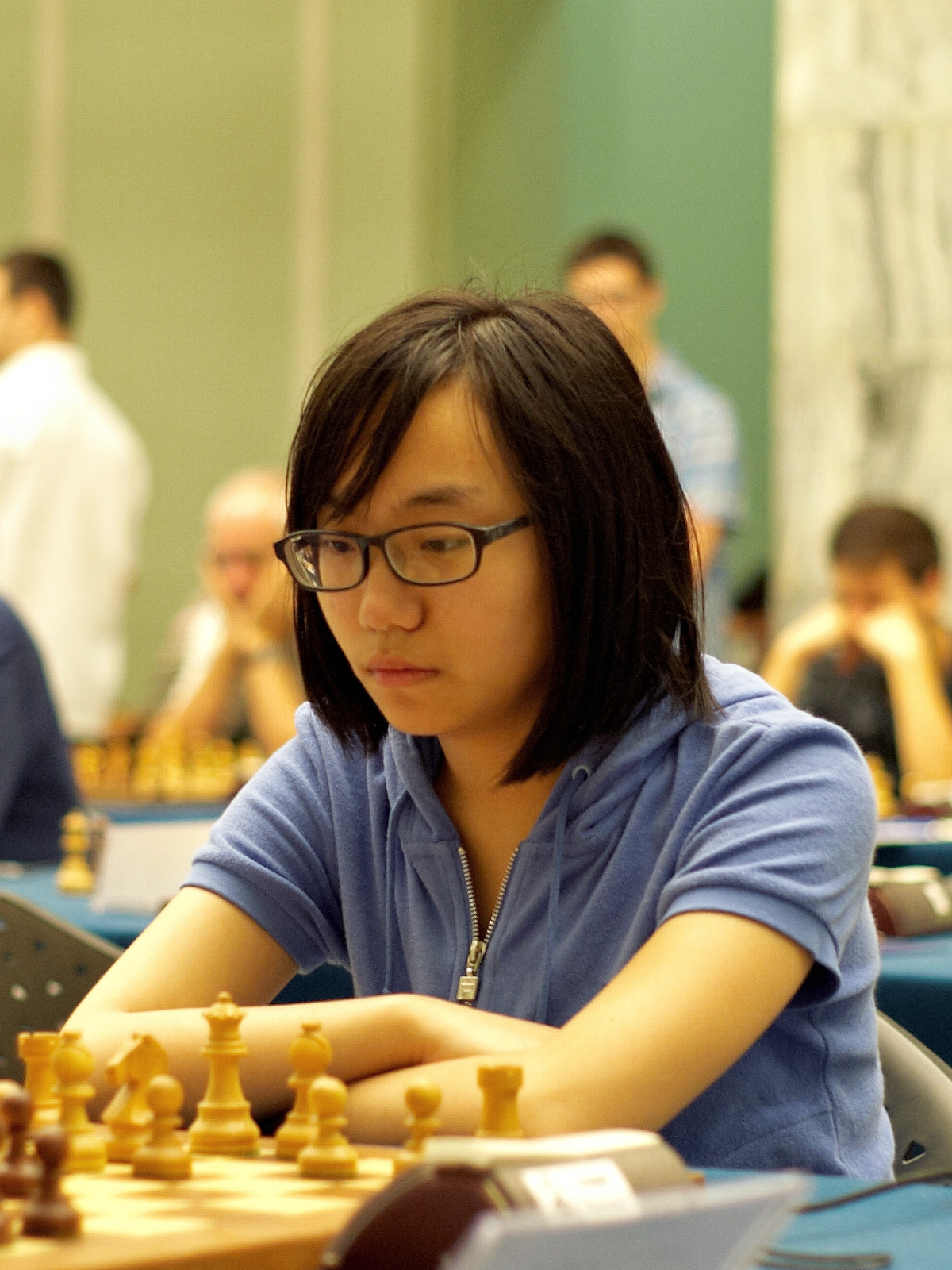
Lej Ting-csie A világranglista 8. helyezettje játszik Kína második tábláján

## A magyar csapatok
A magyar válogatottból hiányzott a legmagasabb Élő-pontszámmal rendelkező játékos, Rapport Richárd, de játszott az előző olimpián nem szereplő Lékó Péter.
A nyílt tornán a magyar válogatott összeállítása: Lékó Péter, Almási Zoltán, Berkes Ferenc, Erdős Viktor és Gledura Benjámin, a csapatkapitány Balogh Csaba volt. Az Élő-pontszámok alapján a magyar csapat a 12. legerősebb volt az indulók között. Almási Zoltán tizenharmadszor olimpikon, az 1994-es moszkvai olimpia óta egyszer sem hiányzott a magyar csapatból. Lékó Péter kilencedik olimpiáján vett részt, Berkes Ferenc hetedszer szerepelt sakkolimpián a válogatottban, a 19 esztendős Gledura Benjámin másodszor, és újoncként játszott Erdős Viktor.
A női csapat: Hoang Thanh Trang, Lázárné Vajda Szidónia, Gara Tícia, Gara Anita és Terbe Julianna, a csapatkapitány Papp Gábor volt. Lázárné Vajda Szidónia a csapat kihirdetése után visszalépett, helyére Lakos Nikoletta került. Az Élő-pontszámok alapján a csapat a 13. legerősebbnek számított a mezőnyben. A magyar női csapatban Hoang Thanh Trang tizenkettedik olimpiáján vett részt, ebből hetedszer a magyar válogatott színeiben, míg korábban öt alkalommal Vietnám csapatában szerepelt. Gara Anita nyolcadik, Gara Tícia ötödik olimpiáján vett részt. Lakos Nikoletta hatodszorra, tizennégy év után került ismét az olimpiai csapatba, míg Terbe Julianna újoncként szerepelt.

## A lebonyolítás szabályai
A versenyt 11 fordulós svájci rendszerű verseny formájában rendezték. A gondolkodási idő minden játszmában versenyzőnként 90 perc volt az első 40 lépés megtételére, majd a 40. lépést követően, ha addig a játszma nem fejeződött be, újabb 30 percet kaptak, amely időhöz az első lépéstől kezdve lépésenként 30 másodperc többletidő adódott hozzá. Egy csapat öt versenyzőt nevezhetett, közülük fordulónként négy fő játszhatott. A csapatok táblasorrendjét, amely taktikai okokból nem feltétlenül egyezett meg az Élő-pontszámuk sorrendjével, az első forduló előtt le kellett adni a versenybíróságnak. Ezt követően az egyes fordulókban csak ennek a sorrendnek a figyelembe vételével ülhettek asztalhoz.

### A végeredmény meghatározása
A verseny sorrendjét az egyes csapatok által szerzett meccspontok határozták meg, amely szerint a győztes csapat 2 pontot, döntetlen esetén mindkét csapat 1 pontot kapott. Holtverseny esetén először a Sonneborn–Berger-számítást vették alapul, ha ez is egyenlő volt, akkor a csapatok játékosai által gyűjtött pontszámok döntöttek, ha ez is egyenlő volt, akkor az ellenfél csapatok által szerzett meccspontokat számolták össze, a számításból kihagyva a leggyengébb csapat pontszámát.

## Menetrend
A sakkolimpia nyitóünnepségét szeptember 23-án rendezték, az első forduló mérkőzéseire szeptember 24-én került sor. Az ötödik fordulót követően, szeptember 29-én egy pihenőnap következett, majd szeptember 30. – október 5. között szünnap nélkül folytatódott a verseny a 6–11. fordulóval. A mérkőzések az utolsó forduló kivételével helyi idő szerint 15.00 órakor kezdődtek. Az utolsó forduló kezdete 11.00 óra volt, és a záróünnepséget közvetlenül az utolsó fordulót követően tartották.
A megnyitóünnepséget követően került sor a csapatkapitányi értekezletre, ahol a végleges táblasorrendet adták meg a szakvezetők.

## A verseny lefolyása

### Nyílt verseny
A nyílt versenyen 185 csapat 918 versenyzővel vett részt, akik között 639 játékos rendelkezett valamilyen nemzetközi címmel, köztük 245 nagymester, 148 nemzetközi mester és 1 női nemzetközi nagymesteri címmel rendelkező játszott.

#### A fordulók eredményei
Az alábbiakban fordulónként az első 10 helyezett és a magyar csapat eredményei, valamint helyezései. A párosítást tartalmazó táblázatokban a játszó csapattagok átlag-Élő-pontszáma, a csapat által addig szerzett összpontszám, valamint a csapat játékosai által addig szerzett összes pont található.

##### 1. forduló (szeptember 24.)
Az első fordulóban 89 csapat szerzett 2 meccspontot, közülük 64 csapat 4–0 arányban nyert. Hiányzott az 1. forduló sorsolásáról Nigéria, Pakisztán, Elefántcsontpart, Ruanda, Szomália, Burundi és Kongó csapata, őket nem párosították, míg a Maldív-szigetek és Togo csapata nem tudott a minimálisan szükséges három főt asztalhoz ültetni, ezért az ő mérkőzésüket 4–0 arányban az ellenfél csapata javára írták.
A forduló legnagyobb meglepetését a kínai nagymester Li Csao okozta, aki a majdnem 500 Élő-ponttal gyengébb marokkói mesterjelölt ellenfele ellen kényszerült feladásra. Ugyancsak vesztesként állt fel a táblától Aman Hambleton kanadai nagymester, aki egy több, mint 500 Élő-ponttal gyengébb nepáli mesterjelölttől szenvedett vereséget. Az első táblákon játszó neves nagymesterek közül az ukrán Vaszil Ivancsuk és az örmény Gabriel Szargiszjan is elhullajtott fél pontot jóval gyengébb ellenfeleik ellen.
A forduló szépségdíját a Grúzia második csapatában játszó Davit Magalasvili kapta a liechtensteini Frick Renato elleni játszmájáért.
Az 1. forduló élő közvetítése a játszmákkal
| Csapat                    | Átlag Élő-p. | CsP | EP | − | Csapat       | Átlag Élő-p. | CsP | EP | Eredmény |
| ------------------------- | ------------ | --- | -- | - | ------------ | ------------ | --- | -- | -------- |
| Amerikai Egyesült Államok | 2736         |     |    | – | Panama       | 2297         |     |    | 4–0      |
| Uganda                    | 2289         |     |    | – | Oroszország  | 2750         |     |    | 0–4      |
| Kína                      | 2732         |     |    | – | Marokkó      | 2285         |     |    | 3–1      |
| India                     | 2699         |     |    | – | Salvador     | 2261         |     |    | 3½–½     |
| Zambia                    | 2259         |     |    | – | Ukrajna      | 2693         |     |    | ½–3½     |
| Franciaország             | 2650         |     |    | – | Jemen        | 2255         |     |    | 4–0      |
| Japán                     | 2257         |     |    | – | Örményország | 2642         |     |    | ½–3½     |
| Anglia                    | 2647         |     |    | – | Angola       | 2259         |     |    | 3–1      |
| Bolívia                   | 2237         |     |    | – | Izrael       | 2648         |     |    | 0–4      |
| Lengyelország             | 2633         |     |    | – | Guatemala    | 2242         |     |    | 4–0      |
| ...                       |              |     |    |   |              |              |     |    |          |
| Madagaszkár               | 2239         |     |    | – | Magyarország | 2652         |     |    | 1–3      |

##### 2. forduló (szeptember 25.)
Ebben a fordulóban Pakisztán kivételével már az összes csapatot párosították. A 2. forduló után 41 csapat állt 4 meccsponttal, akik közül 7 csapat mind a nyolc játszmáját megnyerte.
Meglepetésnek tekinthető, hogy a címvédő amerikai válogatott csak egyetlen táblán tudott nyerni Grúzia harmadik csapata ellen. A második legerősebbnek rangsorolt orosz válogatott is elhullajtott egy pontot két döntetlennel a jóval gyengébb Írország ellen. Váratlan eredmény volt a cseh David Navara nagymester veresége Tadzsikisztán első táblásától. Számunkra a forduló legnagyobb és legszomorúbb meglepetése Lékó Péter veresége volt, miután egy nyert állásban a 48. lépésben sakkvakságba esett, és saját királyát vitte matthálóba. Ezzel az Albánia elleni 2–2-vel visszaestünk a 47. helyre.
A nap szépségdíját Alexandr Frier brazil nagymester az andorrai Robert Aloma Vidal elleni játszmájának ítélték a befejező mattkombináció elismeréseként.
A 2. forduló élő közvetítése a játszmákkal
| Csapat        | Átlag Élő-p. | CsP | EP | − | Csapat                    | Átlag Élő-p. | CsP | EP | Eredmény |
| ------------- | ------------ | --- | -- | - | ------------------------- | ------------ | --- | -- | -------- |
| Grúzia–3      | 2382         | 2   | 4  | – | Amerikai Egyesült Államok | 2752         | 2   | 4  | 1½–2½    |
| Oroszország   | 2750         | 2   | 4  | – | Írország                  | 2390         | 2   | 4  | 3–1      |
| Uruguay       | 2386         | 2   | 4  | – | Franciaország             | 2684         | 2   | 4  | 0–4      |
| Izrael        | 2655         | 2   | 4  | – | Costa Rica                | 2324         | 2   | 4  | 3½–½     |
| Indonézia     | 2382         | 2   | 4  | – | Lengyelország             | 2630         | 2   | 4  | 0–4      |
| Skócia        | 2365         | 2   | 4  | – | Hollandia                 | 2666         | 2   | 4  | 0–4      |
| Tádzsikisztán | 2364         | 2   | 4  | – | Csehország                | 2633         | 2   | 4  | 1–3      |
| Németország   | 2616         | 2   | 4  | – | Mianmar                   | 2347         | 2   | 4  | 3½–½     |
| Horvátország  | 2578         | 2   | 4  | – | Monaco                    | 2262         | 2   | 4  | 3½–½     |
| Jordánia      | 2275         | 2   | 4  | – | Peru                      | 2560         | 2   | 4  | 0–4      |
| ...           |              |     |    |   |                           |              |     |    |          |
| Albánia       | 2429         | 2   | 4  | – | Magyarország              | 2649         | 2   | 3  | 2–2      |

##### 3. forduló (szeptember 26.)
A 3. forduló után 18 csapatnak volt 6 meccspontja, de már nem volt egyetlen 100%-os csapat sem. 11,5 játszmaponttal rendelkezett Franciaország és 11 játszmaponttal Izrael. Az esélyesek közül az első tízben nem szereplő Ukrajna a 12., az Amerikai Egyesült Államok és Oroszország holtversenyben a 16. helyen állt.
A nap meglepetése volt a perui Jorge Cori győzelme a kínai Vej Ji és a portugál Luis Galego győzelme az 1. táblán a lengyel Jan-Krzysztof Duda ellen. Oroszország csak nehezen tudott nyerni Grúzia második csapata ellen. Lékó Péter feledtette előző napi sakkvakságát, és legyőzte a korábbi FIDE-világbajnok Rusztam Kaszimdzsanovot.
A forduló szépségdíját a macedón Kiril Georgiev kapta a panamai Roberto Carlos Sanchez Alvarez elleni játszmájáért.
A 3. forduló élő közvetítése a játszmákkal
| Csapat         | Átlag Élő-p. | CsP | EP | − | Csapat                    | Átlag Élő-p. | CsP | EP | Eredmény |
| -------------- | ------------ | --- | -- | - | ------------------------- | ------------ | --- | -- | -------- |
| Franciaország  | 2684         | 4   | 8  | – | Algéria                   | 2460         | 4   | 7  | 3½–½     |
| Portugália     | 2416         | 4   | 7  | – | Lengyelország             | 2661         | 4   | 8  | 1½–2½    |
| Hollandia      | 2671         | 4   | 8  | – | Amerikai Egyesült Államok | 2772         | 4   | 6½ | 1–3      |
| Peru           | 2584         | 4   | 8  | – | Kína                      | 2755         | 4   | 6½ | 1–3      |
| Azerbajdzsán   | 2729         | 4   | 6½ | – | Szlovénia                 | 2542         | 4   | 8  | 3½–½     |
| Brazília       | 2567         | 4   | 8  | – | Anglia                    | 2687         | 4   | 6½ | 1½–2½    |
| Vietnám        | 2572         | 4   | 6½ | – | Banglades                 | 2416         | 4   | 8  | 3½–½     |
| Izland         | 2513         | 4   | 6½ | – | Izrael                    | 2651         | 4   | 7½ | ½–3½     |
| Németország    | 2628         | 4   | 7½ | – | Szerbia                   | 2503         | 4   | 6½ | 2–2      |
| Fülöp-szigetek | 2473         | 4   | 6½ | – | Horvátország              | 2605         | 4   | 7½ | 1–3      |
| ...            |              |     |    |   |                           |              |     |    |          |
| Magyarország   | 2670         | 3   | 5  | – | Üzbegisztán               | 2539         | 2   | 5½ | 2½–1½    |

| H.  | Csapat neve   | GY | D | V | CsP | S-B  | EP   |
| 1.  | Franciaország | 3  | 0 | 0 | 6   | 30,0 | 11,5 |
| 2.  | Izrael        | 3  | 0 | 0 | 6   | 28,0 | 11,0 |
| 3.  | India         | 3  | 0 | 0 | 6   | 28,0 | 10,5 |
| 4.  | Irán          | 3  | 0 | 0 | 6   | 26,0 | 10,5 |
| 5.  | Azerbajdzsán  | 3  | 0 | 0 | 6   | 26,0 | 10,0 |
| 6.  | Kína          | 3  | 0 | 0 | 6   | 26,0 | 9,5  |
| 7.  | Horvátország  | 3  | 0 | 0 | 6   | 24,0 | 10,5 |
| 8.  | Görögország   | 3  | 0 | 0 | 6   | 24,0 | 10,0 |
|     | Vietnám       | 3  | 0 | 0 | 6   | 24,0 | 10,0 |
|     | Svédország    | 3  | 0 | 0 | 6   | 24,0 | 10,0 |
| ... | ...           |    |   |   |     |      |      |
| 26. | Magyarország  | 2  | 1 | 0 | 5   | 15,0 | 7,5  |

##### 4. forduló (szeptember 27.)
A 4. forduló után már csak 9 csapat állt 8 meccsponttal. A forduló meglepetése volt, hogy Lengyelország legyőzte a favorit orosz válogatottat, amely így lecsúszott a 25. helyre. Az orosz válogatotton kívül – a 14. helyen álló, a fordulóban szintén vereséget szenvedő India kivételével – a végső győzelemre is esélyesek az első tíz között álltak. Magyarország a vereségével a 46. helyre esett vissza.
Az Amerikai Egyesült Államok–India-mérkőzésen az amerikai csapat győzelmét a világbajnokjelölt Fabiano Caruana biztosította, aki az első táblán legyőzte az exvilágbajnok Visuvanádan Ánandot. Meglepetésre az argentin Diego Flores legyőzte Pavlo Eljanovot, de e vereség ellenére Ukrajna megnyerte a mérkőzést. Az orosz válogatottban Vlagyimir Kramnyik és Dmitrij Jakovenko is vereséget szenvedett náluk gyengébben rangsorolt ellenfelüktől. A hazai pályán szereplő Grúzia első csapata meglepetésre vereséget szenvedett a nála gyengébben rangsorolt Litvániától.
A 4. forduló élő közvetítése a játszmákkal
| Csapat                    | Átlag Élő-p. | CsP | EP   | − | Csapat        | Átlag Élő-p. | CsP | EP   | Eredmény |
| ------------------------- | ------------ | --- | ---- | - | ------------- | ------------ | --- | ---- | -------- |
| Vietnám                   | 2572         | 6   | 10   | – | Franciaország | 2683         | 6   | 11,5 | 1½–2½    |
| Izrael                    | 2666         | 6   | 11   | – | Svédország    | 2554         | 6   | 10   | 3–1      |
| Amerikai Egyesült Államok | 2772         | 6   | 9,5  | – | India         | 2724         | 6   | 10,5 | 2½–1½    |
| Csehország                | 2587         | 6   | 9,5  | – | Irán          | 2599         | 6   | 10,5 | 2½–1½    |
| Azerbajdzsán              | 2748         | 6   | 10   | – | Anglia        | 2687         | 6   | 9    | 3½–½     |
| Kína                      | 2756         | 6   | 9,5  | – | Horvátország  | 2609         | 6   | 10,5 | 3½–½     |
| Görögország               | 2573         | 6   | 10   | – | Örményország  | 2682         | 6   | 8,5  | 1–3      |
| Argentína                 | 2595         | 6   | 10   | – | Ukrajna       | 2698         | 6   | 8,5  | 1½–2½    |
| Lengyelország             | 2662         | 6   | 10,5 | – | Oroszország   | 2763         | 6   | 9,5  | 2½–1½    |
| Magyarország              | 2655         | 5   | 7,5  | – | Németország   | 2627         | 5   | 9,5  | 1½–2½    |

| H.  | Csapat neve               | GY | D | V | CsP | S-B  | EP   |
| 1.  | Azerbajdzsán              | 4  | 0 | 0 | 8   | 56,5 | 13,5 |
| 2.  | Lengyelország             | 4  | 0 | 0 | 8   | 55,0 | 13,0 |
| 3.  | Kína                      | 4  | 0 | 0 | 8   | 53,0 | 13,0 |
| 4.  | Franciaország             | 4  | 0 | 0 | 8   | 52,5 | 14,0 |
| 5.  | Izrael                    | 4  | 0 | 0 | 8   | 49,5 | 14,0 |
| 6.  | Amerikai Egyesült Államok | 4  | 0 | 0 | 8   | 48,0 | 12,0 |
| 7.  | Örményország              | 4  | 0 | 0 | 8   | 47,0 | 11,5 |
| 8.  | Csehország                | 4  | 0 | 0 | 8   | 46,0 | 12,0 |
| 9.  | Ukrajna                   | 4  | 0 | 0 | 8   | 44,0 | 11,0 |
| 10. | Spanyolország             | 3  | 1 | 0 | 7   | 45,5 | 13,0 |
| ... | ...                       |    |   |   |     |      |      |
| 46. | Magyarország              | 2  | 1 | 1 | 5   | 35,0 | 9,0  |

##### 5. forduló (szeptember 28.)
A rangadónak számító lengyel–francia mérkőzésen az 1. táblán Maxime Vachier-Lagrave győzött Jan-Krzysztof Duda ellen, de a többi táblán a lengyelek győztek, ezzel továbbra is veretlenül, meccspontveszteség nélkül álltak. A forduló meglepetésgyőzelmét Csehország szerezte, miután 3–1 arányban legyőzte Kína válogatottját. Ugyancsak meglepetés volt a címvédő amerikaiak döntetlenje Izrael ellen.
Az 5. forduló után már csak négy csapat 100%-os. Meglepetés a lengyel és a cseh válogatott eddigi kiváló szereplése. Győzelmével a magyar csapat a 33. helyre jött fel.
Az 5. forduló élő közvetítése a játszmákkal
| Csapat                    | Átlag Élő-p. | CsP | EP   | − | Csapat        | Átlag Élő-p. | CsP | EP   | Eredmény |
| ------------------------- | ------------ | --- | ---- | - | ------------- | ------------ | --- | ---- | -------- |
| Örményország              | 2682         | 8   | 11,5 | – | Azerbajdzsán  | 2749         | 8   | 13,5 | 1½–2½    |
| Franciaország             | 2684         | 8   | 14   | – | Lengyelország | 2673         | 8   | 13   | 1–3      |
| Kína                      | 2756         | 8   | 13   | – | Csehország    | 2633         | 8   | 12   | 1–3      |
| Amerikai Egyesült Államok | 2772         | 8   | 12   | – | Izrael        | 2675         | 8   | 14   | 2–2      |
| Ukrajna                   | 2697         | 8   | 11   | – | Spanyolország | 2596         | 7   | 13   | 2½–1½    |
| Németország               | 2611         | 7   | 12   | – | Moldova       | 2564         | 7   | 10,5 | 2½–1½    |
| Litvánia                  | 2479         | 7   | 10,5 | – | Hollandia     | 2662         | 6   | 13   | ½–3½     |
| India                     | 2713         | 6   | 12   | – | Paraguay      | 2430         | 6   | 11   | 3½–½     |
| Svédország                | 2556         | 6   | 11   | – | Törökország   | 2578         | 6   | 12,5 | 1½–2½    |
| Chile                     | 2487         | 6   | 10   | – | Vietnám       | 2572         | 6   | 11,5 | 2–2      |
| ...                       | ...          |     |      |   |               |              |     |      |          |
| Dánia                     | 2481         | 5   | 10   | – | Magyarország  | 2670         | 5   | 9    | 1–3      |

| H.  | Csapat neve               | GY | D | V | CsP | S-B  | EP   |
| 1.  | Azerbajdzsán              | 5  | 0 | 0 | 10  | 87,0 | 16,0 |
| 2.  | Csehország                | 5  | 0 | 0 | 10  | 85,5 | 15,0 |
| 3.  | Lengyelország             | 5  | 0 | 0 | 10  | 80,5 | 16,0 |
| 4.  | Ukrajna                   | 5  | 0 | 0 | 10  | 68,5 | 13,5 |
| 5.  | Amerikai Egyesült Államok | 4  | 1 | 0 | 9   | 82,0 | 14,0 |
| 6.  | Izrael                    | 4  | 1 | 0 | 9   | 74,5 | 16,0 |
| 7.  | Németország               | 4  | 1 | 0 | 9   | 66,5 | 14,5 |
| 8.  | Irán                      | 4  | 0 | 1 | 8   | 81,0 | 15,5 |
| 9.  | India                     | 4  | 0 | 1 | 8   | 80,0 | 15,5 |
| 10. | Kína                      | 4  | 0 | 1 | 8   | 77,0 | 14,0 |
| ... | ...                       |    |   |   |     |      |      |
| 33. | Magyarország              | 3  | 1 | 1 | 7   | 55,5 | 12,0 |

##### 6. forduló (szeptember 30.)
A fordulóban az eddig pontveszteség nélküli négy csapat egymás ellen játszott. A lengyel–ukrán összecsapáson az első táblán Jan-Krzysztof Duda legyőzte Vaszil Ivancsukot, és a többi táblán a döntetlent tartva a lengyelek megszerezték a két meccspontot. Azerbajdzsán Csehország ellen a világos táblákon nyert, a sötét táblákon tartotta a döntetlent. Az amerikai csapat nagy arányban verte Bosznia-Hercegovinát, a kínai csapat sokkal szorosabb mérkőzésen kerekedett felül az irániakon. Oroszország Indiával és Anglia Franciaországgal minden táblán döntetlent játszva 2–2-es eredményt ért el. Magyarország biztosan verte Ausztráliát, és feljött a 19. helyre.
A 6. forduló élő közvetítése a játszmákkal
| Csapat              | Átlag Élő-p. | CsP | EP   | − | Csapat                    | Átlag Élő-p. | CsP | EP   | Eredmény |
| ------------------- | ------------ | --- | ---- | - | ------------------------- | ------------ | --- | ---- | -------- |
| Azerbajdzsán        | 2748         | 10  | 16   | – | Csehország                | 2633         | 10  | 15   | 3–1      |
| Lengyelország       | 2661         | 10  | 16   | – | Ukrajna                   | 2698         | 10  | 13,5 | 2½–1½    |
| Izrael              | 2675         | 9   | 16   | – | Németország               | 2616         | 9   | 14,5 | 2–2      |
| Bosznia-Hercegovina | 2449         | 8   | 16   | – | Amerikai Egyesült Államok | 2762         | 9   | 14   | ½–3½     |
| Irán                | 2599         | 8   | 15,5 | – | Kína                      | 2747         | 8   | 14   | 1½–2½    |
| Oroszország         | 2755         | 8   | 14   | – | India                     | 2723         | 8   | 15,5 | 2–2      |
| Anglia              | 2687         | 8   | 12,5 | – | Franciaország             | 2688         | 8   | 15   | 2–2      |
| Hollandia           | 2671         | 8   | 16,5 | – | Grúzia–3                  | 2395         | 8   | 14,5 | 2½–1½    |
| Norvégia            | 2543         | 8   | 15,5 | – | Horvátország              | 2609         | 8   | 14   | 1–3      |
| Törökország         | 2600         | 8   | 15   | – | Fehéroroszország          | 2615         | 8   | 12,5 | 1½–2½    |
| ...                 | ...          |     |      |   |                           |              |     |      |          |
| Ausztrália          | 2518         | 7   | 13,5 | – | Magyarország              | 2649         | 7   | 12   | 1–3      |

| H.  | Csapat neve               | GY | D | V | CsP | S-B   | EP   |
| 1.  | Azerbajdzsán              | 6  | 0 | 0 | 12  | 135,0 | 19,0 |
| 2.  | Lengyelország             | 6  | 0 | 0 | 12  | 122,5 | 18,5 |
| 3.  | Amerikai Egyesült Államok | 5  | 1 | 0 | 11  | 120,5 | 17,5 |
| 4.  | Kína                      | 5  | 0 | 1 | 10  | 114,0 | 16,5 |
| 5.  | Hollandia                 | 5  | 0 | 1 | 10  | 111,0 | 19,0 |
| 6.  | Izrael                    | 4  | 2 | 0 | 10  | 111,0 | 18,0 |
| 7.  | Örményország              | 5  | 0 | 1 | 10  | 110,0 | 16,5 |
| 8.  | Csehország                | 5  | 0 | 1 | 10  | 106,0 | 16,0 |
| 9.  | Ukrajna                   | 5  | 0 | 1 | 10  | 106,0 | 15,0 |
| 10. | Németország               | 4  | 2 | 0 | 10  | 105,0 | 16,5 |
| ... | ...                       |    |   |   |     |       |      |
| 14. | India                     | 4  | 1 | 1 | 9   | 115,0 | 17,5 |
| 15. | Franciaország             | 4  | 1 | 1 | 9   | 109,5 | 17,0 |
| ... | ...                       |    |   |   |     |       |      |
| 17. | Oroszország               | 4  | 1 | 1 | 9   | 98,0  | 16,0 |
| 18. | Anglia                    | 4  | 1 | 1 | 9   | 90,0  | 14,5 |
| 19. | Magyarország              | 4  | 1 | 1 | 9   | 86,5  | 15,0 |
| ... | ...                       |    |   |   |     |       |      |
| 25. | Vietnám                   | 3  | 2 | 1 | 8   | 93,5  | 15,5 |

##### 7. forduló (október 1.)
Az orosz válogatott újabb pontot vesztett, a lengyelek továbbra is remekül helyt álltak, miután az Azerbajdzsán elleni rangadón döntetlent sikerült elérniük. A fordulót követően az élen hármas holtversenyben Azerbajdzsán, Lengyelország és az Amerikai Egyesült Államok álltak. Az orosz csapat csak a 16. helyen. A magyar–francia mérkőzésen Lékó Péter időzavarban vesztésre rontotta nyerhető állását, és a 4. táblán is elvesztettük a játszmát, így alakult ki a 3–1-es vereség. A magyar válogatott az esélyesebb franciáktól elszenvedett vereség után a 9 pontosok mezőnyét vezetve a 33. helyen állt. Az Ukrajna–Kína- és a Németország–Hollandia-mérkőzésen minden játszma döntetlennel ért véget, míg a cseh–izraeli mérkőzés minden játszmáját a világos bábukat vezető nyerte, így alakult ki a 2–2-es végeredmény.
A 7. forduló élő közvetítése a játszmákkal
| Csapat           | Átlag Élő-p. | CsP | EP   | − | Csapat                    | Átlag Élő-p. | CsP | EP   | Eredmény |
| ---------------- | ------------ | --- | ---- | - | ------------------------- | ------------ | --- | ---- | -------- |
| Lengyelország    | 2662         | 12  | 18,5 | – | Azerbajdzsán              | 2742         | 12  | 19   | 2–2      |
| Horvátország     | 2608         | 10  | 17   | – | Amerikai Egyesült Államok | 2772         | 11  | 17,5 | 1–3      |
| Ukrajna          | 2695         | 10  | 15   | – | Kína                      | 2732         | 10  | 16,5 | 2–2      |
| Németország      | 2627         | 10  | 16,5 | – | Hollandia                 | 2671         | 10  | 19   | 2–2      |
| Csehország       | 2629         | 10  | 16   | – | Izrael                    | 2666         | 10  | 18   | 2–2      |
| Fehéroroszország | 2611         | 10  | 15   | – | Örményország              | 2688         | 10  | 16,5 | 1–3      |
| India            | 2724         | 9   | 17,5 | – | Egyiptom                  | 2536         | 10  | 15   | 2½–1½    |
| Magyarország     | 2670         | 9   | 15   | – | Franciaország             | 2684         | 9   | 17   | 1–3      |
| Algéria          | 2436         | 9   | 15   | – | Spanyolország             | 2593         | 9   | 17   | ½–3½     |
| Szerbia          | 2509         | 9   | 15   | – | Oroszország               | 2753         | 9   | 16   | 2–2      |

| H.  | Csapat neve               | GY | D | V | CsP | S-B   | EP   |
| 1.  | Azerbajdzsán              | 6  | 1 | 0 | 13  | 189,0 | 21,0 |
| 2.  | Lengyelország             | 6  | 1 | 0 | 13  | 175,5 | 20,5 |
| 3.  | Amerikai Egyesült Államok | 6  | 1 | 0 | 13  | 160,5 | 20,5 |
| 4.  | Örményország              | 6  | 0 | 1 | 12  | 157,5 | 19,5 |
| 5.  | India                     | 5  | 1 | 1 | 11  | 155,5 | 20,0 |
| 6.  | Spanyolország             | 5  | 1 | 1 | 11  | 153,5 | 20,5 |
| 7.  | Izrael                    | 4  | 3 | 0 | 11  | 152,5 | 20,0 |
| 8.  | Franciaország             | 5  | 1 | 1 | 11  | 150,5 | 20,0 |
| 9.  | Kína                      | 5  | 1 | 1 | 11  | 149,0 | 18,5 |
| 10. | Ukrajna                   | 5  | 1 | 1 | 11  | 142,0 | 17,0 |
| ... | ...                       |    |   |   |     |       |      |
| 33. | Magyarország              | 4  | 1 | 2 | 9   | 125,0 | 16,0 |

##### 8. forduló (október 2.)
Az élesedő küzdelmeket jelzi, hogy az első tíz mérkőzésből csak egy végződött döntetlenül. A címvédő amerikai csapat drámai mérkőzésen fordította meg a mérkőzés állását, és győzte le riválisát, Azerbajdzsán válogatottját, ezzel 1 pont előnnyel a mezőny élére került. Az örmények ellen is helyt álló lengyelek ugyancsak egy ponttal megelőzve az utánuk következőket, egyedül álltak a 2. helyen. Az orosz csapat megkezdte a felzárkózást, már a 11. helyen, a magyarok a győzelmükkel a 27. helyre kerültek.
A 8. forduló élő közvetítése a játszmákkal
| Csapat                    | Átlag Élő-p. | CsP | EP   | − | Csapat           | Átlag Élő-p. | CsP | EP   | Eredmény |
| ------------------------- | ------------ | --- | ---- | - | ---------------- | ------------ | --- | ---- | -------- |
| Amerikai Egyesült Államok | 2772         | 13  | 20,5 | – | Azerbajdzsán     | 2748         | 13  | 21   | 2½–1½    |
| Örményország              | 2688         | 12  | 19,5 | – | Lengyelország    | 2661         | 13  | 20,5 | 2–2      |
| Csehország                | 2633         | 11  | 18   | – | India            | 2705         | 11  | 20   | 1½–2½    |
| Spanyolország             | 2596         | 11  | 20,5 | – | Németország      | 2621         | 11  | 18,5 | 1½–2½    |
| Izrael                    | 2651         | 11  | 20   | – | Anglia           | 2687         | 11  | 17   | 1½–2½    |
| Franciaország             | 2684         | 11  | 20   | – | Ukrajna          | 2691         | 11  | 17   | 2½–1½    |
| Kína                      | 2747         | 11  | 18,5 | – | Hollandia        | 2671         | 11  | 21   | 2½–1½    |
| Horvátország              | 2605         | 10  | 18   | – | Irán             | 2599         | 10  | 20   | 2½–1½    |
| Oroszország               | 2758         | 10  | 18   | – | Fehéroroszország | 2615         | 10  | 16   | 3–1      |
| Svédország                | 2550         | 10  | 19   | – | Ausztria         | 2542         | 10  | 17,5 | 1–3      |
| ...                       |              |     |      |   |                  |              |     |      |          |
| Magyarország              | 2673         | 9   | 16   | – | Finnország       | 2458         | 9   | 18,5 | 3–1      |

| H.  | Csapat neve               | GY | D | V | CsP | S-B   | EP   |
| 1.  | Amerikai Egyesült Államok | 7  | 1 | 0 | 15  | 227,0 | 23,0 |
| 2.  | Lengyelország             | 6  | 2 | 0 | 14  | 209,5 | 22,5 |
| 3.  | Azerbajdzsán              | 6  | 1 | 1 | 13  | 236,0 | 22,5 |
| 4.  | India                     | 6  | 1 | 1 | 13  | 203,0 | 22,5 |
| 5.  | Franciaország             | 6  | 1 | 1 | 13  | 195,5 | 22,5 |
| 6.  | Kína                      | 6  | 1 | 1 | 13  | 193,0 | 21,0 |
| 7.  | Örményország              | 6  | 1 | 1 | 13  | 191,5 | 21,5 |
| 8.  | Németország               | 5  | 3 | 0 | 13  | 182,5 | 21,0 |
| 9.  | Anglia                    | 6  | 1 | 1 | 13  | 175,0 | 19,5 |
| 10. | Norvégia                  | 5  | 2 | 1 | 12  | 180,5 | 23,0 |
| ... | ...                       |    |   |   |     |       |      |
| 27. | Magyarország              | 5  | 1 | 2 | 11  | 157,5 | 19,0 |

##### 9. forduló (október 3.)
Hatalmas meglepetésre a lengyel válogatott a címvédő amerikai csapatot is legyőzte, ezzel egyedül az élre került. Ez a mérkőzés sem volt mentes drámai pillanattól, ugyanis Fabiano Caruana a 65. lépésben nem találta meg a nyerő Fe4 lépést, amellyel a csapateredményt döntetlenre mentette volna. Meglepetésnek tekinthető az angol válogatott jó szereplése is. Oroszország győzelmével visszakapaszkodott az első tízbe, és a 7. helyre került. A magyar csapat a vereségével a 41. helyre esett vissza.
A 9. forduló élő közvetítése a játszmákkal
| Csapat        | Átlag Élő-p. | CsP | EP   | − | Csapat                    | Átlag Élő-p. | CsP | EP   | Eredmény |
| ------------- | ------------ | --- | ---- | - | ------------------------- | ------------ | --- | ---- | -------- |
| Lengyelország | 2673         | 14  | 22,5 | – | Amerikai Egyesült Államok | 2772         | 15  | 23   | 2½–1½    |
| Azerbajdzsán  | 2742         | 13  | 22,5 | – | Kína                      | 2756         | 13  | 21   | 1½–2½    |
| India         | 2713         | 13  | 22,5 | – | Örményország              | 2682         | 13  | 21,5 | 1½–2½    |
| Németország   | 2616         | 13  | 21   | – | Franciaország             | 2684         | 13  | 22,5 | 2–2      |
| Anglia        | 2687         | 13  | 19,5 | – | Norvégia                  | 2531         | 12  | 23   | 3–1      |
| Olaszország   | 2553         | 12  | 20,5 | – | Oroszország               | 2758         | 12  | 21   | 1–3      |
| Ausztria      | 2542         | 12  | 20,5 | – | Horvátország              | 2600         | 12  | 20,5 | 1–3      |
| Hollandia     | 2671         | 11  | 22,5 | – | Moldova                   | 2532         | 12  | 19,5 | 3–1      |
| Izrael        | 2666         | 11  | 21,5 | – | Magyarország              | 2652         | 11  | 19   | 3–1      |
| Spanyolország | 2591         | 11  | 22   | – | Banglades                 | 2416         | 11  | 20   | 3½–½     |

| H.  | Csapat neve               | GY | D | V | CsP | S-B   | EP   |
| 1.  | Lengyelország             | 7  | 2 | 0 | 16  | 268,0 | 25   |
| 2.  | Amerikai Egyesült Államok | 7  | 1 | 1 | 15  | 267,5 | 24,5 |
| 3.  | Kína                      | 7  | 1 | 1 | 15  | 252,0 | 23,5 |
| 4.  | Örményország              | 7  | 1 | 1 | 15  | 245,5 | 24,0 |
| 5.  | Anglia                    | 7  | 1 | 1 | 15  | 228,0 | 22,5 |
| 6.  | Franciaország             | 6  | 2 | 1 | 14  | 248,0 | 24,5 |
| 7.  | Oroszország               | 6  | 2 | 1 | 14  | 232,0 | 24,0 |
| 8.  | Németország               | 5  | 4 | 0 | 14  | 232,0 | 23,0 |
| 9.  | Horvátország              | 7  | 0 | 2 | 14  | 227,0 | 23,5 |
| 10. | Azerbajdzsán              | 6  | 1 | 2 | 13  | 284,0 | 24,0 |
| ... | ...                       |    |   |   |     |       |      |
| 41. | Magyarország              | 5  | 1 | 3 | 11  | 191,5 | 20,0 |

##### 10. forduló (október 4.)
Az eddig kiválóan szereplő lengyel csapat is elvesztette veretlenségét. Az első táblán Ting Li-zsen a 23.e6 lépéssel bevezetett szép kombinációval nyert Jan-Krzysztof Duda ellen. A forduló után várható volt, hogy az olimpiai bajnoki cím sorsa az utolsó fordulóban a kínai és az amerikai csapat egymás elleni mérkőzésének eredményén dől el. Döntetlen esetén azonban még a lengyel csapat is aranyérmes lehetett volna. A francia és az orosz csapat volt esélyes még a dobogóra. A sokáig az élbolyban álló Azerbajdzsán kikapott Ukrajnától, így végleg elvesztette érmes esélyeit. A magyar válogatott könnyen győzött, és az utolsó fordulóra is könnyűnek számító ellenfelet kapott, de még nagyarányú győzelem esetén sem kerülhettek az első tízbe.
A 10. forduló élő közvetítése a játszmákkal
| Csapat        | Átlag Élő-p. | CsP | EP   | − | Csapat                    | Átlag Élő-p. | CsP | EP   | Eredmény |
| ------------- | ------------ | --- | ---- | - | ------------------------- | ------------ | --- | ---- | -------- |
| Kína          | 2747         | 15  | 23,5 | – | Lengyelország             | 2661         | 16  | 25   | 3–1      |
| Örményország  | 2688         | 15  | 24   | – | Amerikai Egyesült Államok | 2752         | 15  | 24,5 | 1½–2½    |
| Oroszország   | 2758         | 14  | 24   | – | Anglia                    | 2687         | 15  | 22,5 | 2½–1½    |
| Franciaország | 2688         | 14  | 24,5 | – | Horvátország              | 2608         | 14  | 23,5 | 2½–1½    |
| Vietnám       | 2572         | 13  | 25,5 | – | Németország               | 2627         | 14  | 23   | 2–2      |
| Azerbajdzsán  | 2748         | 13  | 24   | – | Ukrajna                   | 2697         | 13  | 21,5 | 1½–2½    |
| Hollandia     | 2671         | 13  | 25,5 | – | India                     | 2698         | 13  | 24   | 1–3      |
| Kazahsztán    | 2543         | 13  | 23   | – | Izrael                    | 2651         | 13  | 24,5 | 2½–1½    |
| Csehország    | 2629         | 13  | 23   | – | Spanyolország             | 2593         | 13  | 25,5 | 2½–1½    |
| Norvégia      | 2507         | 12  | 24   | – | Szerbia                   | 2509         | 13  | 21,5 | 2½–1½    |
| ...           |              |     |      |   |                           |              |     |      |          |
| Türkmenisztán | 2379         | 11  | 23,5 | – | Magyarország              | 2649         | 11  | 20   | 1–3      |

| H.  | Csapat neve               | GY | D | V | CsP | S-B   | EP   |
| 1.  | Amerikai Egyesült Államok | 8  | 1 | 1 | 17  | 324,5 | 27,0 |
| 2.  | Kína                      | 8  | 1 | 1 | 17  | 320,5 | 26,5 |
| 3.  | Lengyelország             | 7  | 2 | 1 | 16  | 325,0 | 26   |
| 4.  | Franciaország             | 7  | 2 | 1 | 16  | 309,0 | 27,0 |
| 5.  | Oroszország               | 7  | 2 | 1 | 16  | 301,0 | 26,5 |
| 6.  | India                     | 7  | 1 | 2 | 15  | 325,5 | 27,0 |
| 7.  | Örményország              | 7  | 1 | 2 | 15  | 299,0 | 25,5 |
| 8.  | Ukrajna                   | 7  | 1 | 2 | 15  | 278,0 | 24,0 |
| 9.  | Németország               | 5  | 5 | 0 | 15  | 274,0 | 25,0 |
| 10. | Csehország                | 7  | 1 | 2 | 15  | 272,5 | 25,5 |
| 11. | Anglia                    | 7  | 1 | 2 | 15  | 271,5 | 24,0 |
| ... | ...                       |    |   |   |     |       |      |
| 13. | Vietnám                   | 5  | 4 | 1 | 14  | 312,5 | 27,5 |
| ... | ...                       |    |   |   |     |       |      |
| 30. | Magyarország              | 6  | 1 | 3 | 13  | 249,0 | 23,0 |

##### 11. forduló (október 5.)
Az élen álló Kína és Amerika döntetlennel biztosította holtversenyes elsőségét, hozzájuk csatlakozott Oroszország csapata. A holtversenyt eldöntő számítás Kínának kedvezett, így a női verseny mellett a nyílt versenyen is megszerezték az olimpiai bajnoki címet. A címvédő Amerikai Egyesült Államok lett a második, és a nagy hajrával felzárkózó Oroszország szerezte meg a bronzérmet. A végig kiváló teljesítményt nyújtó lengyel válogatott győzelme esetén aranyérmes lehetett volna, de csak döntetlent sikerült elérniük India ellen, ezzel éppen csak lecsúszott a dobogóról is, és a 4. helyen végzett. Magyarország a 15–24. helyen azonos pontszámmal végzett csapatok között a 18. helyre lett rangsorolva. Ez a helyezés elmarad a várakozástól.
A 11. forduló élő közvetítése a játszmákkal
| Csapat                    | Átlag Élő-p. | CsP | EP   | − | Csapat        | Átlag Élő-p. | CsP | EP   | Eredmény |
| ------------------------- | ------------ | --- | ---- | - | ------------- | ------------ | --- | ---- | -------- |
| Amerikai Egyesült Államok |              | 17  | 27   | – | Kína          |              | 17  | 26,5 | 2–2      |
| Franciaország             |              | 16  | 27   | – | Oroszország   |              | 16  | 26,5 | 1½–2½    |
| India                     |              | 15  | 27   | – | Lengyelország |              | 16  | 26   | 2–2      |
| Németország               |              | 15  | 25   | – | Örményország  |              | 15  | 25,5 | 2–2      |
| Ukrajna                   |              | 15  | 24   | – | Csehország    |              | 15  | 25,5 | 2–2      |
| Anglia                    |              | 15  | 24   | – | Kazahsztán    |              | 15  | 25,5 | 3½–½     |
| Fülöp-szigetek            |              | 14  | 25,5 | – | Vietnám       |              | 14  | 27,5 | 1–3      |
| Horvátország              |              | 14  | 25   | – | Svédország    |              | 14  | 26   | 1–3      |
| Ausztria                  |              | 14  | 24,5 | – | Norvégia      |              | 14  | 26,5 | 2½–1½    |
| Moldova                   |              | 14  | 24   | – | Üzbegisztán   |              | 13  | 27,5 | 1–3      |
| ...                       |              |     |      |   |               |              |     |      |          |
| Magyarország              |              | 13  | 23   | – | Costa Rica    |              | 13  | 26   | 3½–½     |

#### A nyílt verseny végeredménye
| H.  | Csapat neve               | GY | D | V | CsP | S-B   | EP   |
| 1.  | Kína                      | 8  | 2 | 1 | 18  | 372,5 | 28,5 |
| 2.  | Amerikai Egyesült Államok | 8  | 2 | 1 | 18  | 360,5 | 29,0 |
| 3.  | Oroszország               | 8  | 2 | 1 | 18  | 354,5 | 29,0 |
| 4.  | Lengyelország             | 7  | 3 | 1 | 17  | 390,0 | 28   |
| 5.  | Anglia                    | 8  | 1 | 2 | 17  | 340,0 | 27,5 |
| 6.  | India                     | 7  | 2 | 2 | 16  | 388,0 | 29,0 |
| 7.  | Vietnám                   | 6  | 4 | 1 | 16  | 379,5 | 30,5 |
| 8.  | Örményország              | 7  | 2 | 2 | 16  | 371,0 | 27,5 |
| 9.  | Franciaország             | 7  | 2 | 2 | 16  | 366,0 | 28,5 |
| 10. | Ukrajna                   | 7  | 2 | 2 | 16  | 337,0 | 26,0 |
| 11. | Svédország                | 8  | 0 | 3 | 16  | 333,0 | 29,0 |
| 12. | Csehország                | 7  | 2 | 2 | 16  | 331,5 | 27,5 |
| 13. | Németország               | 5  | 6 | 0 | 16  | 317,5 | 27,0 |
| 14. | Ausztria                  | 8  | 0 | 3 | 16  | 300,5 | 27,0 |
| 15. | Azerbajdzsán              | 7  | 1 | 3 | 15  | 402,5 | 29,5 |
| 16. | Üzbegisztán               | 6  | 3 | 2 | 15  | 341,0 | 30,5 |
| 17. | Irán                      | 7  | 1 | 3 | 15  | 337,0 | 28,5 |
| 18. | Magyarország              | 7  | 1 | 3 | 15  | 321,0 | 26,5 |
| 19. | Egyiptom                  | 6  | 3 | 2 | 15  | 298,5 | 26,0 |
| 20. | Görögország               | 7  | 1 | 3 | 15  | 295,0 | 26,5 |

#### A táblánkénti egyéni díjazottak
A legjobb teljesítményértékük alapján táblánként egyéni érmeket nyertek:
| Tábla | Arany                             | Arany | Ezüst                                       | Ezüst | Bronz                           | Bronz |
| I     | Ting Li-zsen · Kína               | 2873  | Fabiano Caruana · Amerikai Egyesült Államok | 2859  | Anish Giri · Hollandia          | 2780  |
| II    | Nguyen, Ngoc Truong Son · Vietnám | 2804  | Jan Nyepomnyascsij · Oroszország            | 2790  | Tejmur Radzsabov · Azerbajdzsán | 2788  |
| III   | Jorge Cori · Peru                 | 2925  | Vlagyimir Kramnyik · Oroszország            | 2770  | Kacper Piorun · Lengyelország   | 2765  |
| IV    | Daniel Fridman · Németország      | 2814  | Pu Hsziang-cse · Kína                       | 2774  | Rauf Mamedov · Azerbajdzsán     | 2740  |
| V     | Anton Korobov · Ukrajna           | 2773  | Ilia Smirin · Izrael                        | 2746  | Christian Bauer · Franciaország | 2743  |

### A magyar csapat eredményei
Az Élő-pontok átlagát tekintve előzetesen 12. helyre rangsorolt magyar csapat az előző olimpiával azonos pontszámot szerzett, de három hellyel hátrébb, a 18. helyen végzett, amely elmaradt a várakozástól. A csapat minden tagja veszített Élő-pontszámából.
| Forduló                             | Ellenfél                            | Lékó Péter 2690             | Lékó Péter 2690 | Erdős Viktor 2609              | Erdős Viktor 2609 | Gledura Benjámin 2621         | Gledura Benjámin 2621 | Almási Zoltán 2702          | Almási Zoltán 2702 | Berkes Ferenc 2678              | Berkes Ferenc 2678 | CsP össz. | EP össz. | Hely. |
| ----------------------------------- | ----------------------------------- | --------------------------- | --------------- | ------------------------------ | ----------------- | ----------------------------- | --------------------- | --------------------------- | ------------------ | ------------------------------- | ------------------ | --------- | -------- | ----- |
| 1                                   | Madagaszkár · 3–1                   | –                           | –               | Fy Antenaina Rakotomaharo 2422 | ½                 | Milanto Harifidy Ralison 2281 | 1                     | Miora Andriamasoandro 2126  | 1                  | Faniry Rajaonarison 2126        | ½                  | 2         | 3        | 62.   |
| 2                                   | Albánia · 2–2                       | Erald Dervishi 2567         | 0               | Dritan Mehmeti 2391            | ½                 | Llambi Pasko 2386             | ½                     | –                           | –                  | Franc Ashiku 2373               | 1                  | 3         | 5        | 47.   |
| 3                                   | Üzbegisztán · 2½–1½                 | Rusztam Kaszimdzsanov 2662  | 1               | Nodirbek Abdusattorov 2558     | ½                 | –                             | –                     | Nodirbek Yakubboev 2521     | ½                  | Nikita Khoroshev 2416           | ½                  | 5         | 7½       | 26.   |
| 4                                   | Németország · 1½–2½                 | Liviu-Dieter Nisipeanu 2661 | ½               | Georg Meier 2639               | ½                 | Matthias Bluebaum 2618        | ½                     | Daniel Fridman 2591         | 0                  | –                               | –                  | 5         | 9        | 46.   |
| 5                                   | Dánia · 3–1                         | Jakob Vang Glud 2514        | ½               | Simon Bekker-Jensen 2482       | ½                 | –                             | –                     | Bjorn Moller Ochsner 2462   | 1                  | Nikolaj Mikkelsen 2467          | 1                  | 7         | 12       | 33.   |
| 6                                   | Ausztrália · 3–1                    | Anton Smirnov 2549          | ½               | Zhao Zong-Yuan 2523            | ½                 | Bobby Cheng 2507              | 1                     | –                           | –                  | James Morris 2494               | 1                  | 9         | 15       | 19.   |
| 7                                   | Franciaország · 1–3                 | Maxime Vachier-Lagrave 2780 | 0               | Etienne Bacrot 2678            | ½                 | –                             | –                     | Laurent Fressinet 2649      | ½                  | Christian Bauer 2629            | 0                  | 9         | 16       | 33.   |
| 8                                   | Finnország · 3–1                    | Tomi Nyback 2579            | ½               | –                              | –                 | Mika Karttunen 2472           | 1                     | Toivo Keinanen 2402         | ½                  | Vilka Sipila 2381               | 1                  | 11        | 19       | 27.   |
| 9                                   | Izrael · 1–3                        | Borisz Gelfand 2703         | ½               | –                              | –                 | Maxim Rodshtein 2674          | 0                     | Tamir Nabaty 2692           | 0                  | Ilia Smirin 2594                | ½                  | 11        | 20       | 41.   |
| 10                                  | Türkmenisztán · 3–1                 | Maksat Atabayev 2505        | ½               | Saparmyrat Atabayev 2443       | 1                 | Yusup Atabayev 2411           | ½                     | –                           | –                  | Shahruh Turayev 2156            | 1                  | 13        | 23       | 30.   |
| 11                                  | Costa Rica · 3½–½                   | Sergio Duran Vega 2401      | 1               | –                              | –                 | Leonardo Valdes Romero 2398   | ½                     | Bernal Gonzalez Acosta 2452 | 1                  | Eugenio Chinchilla Miranda 2206 | 1                  | 15        | 26½      | 18.   |
| Szerzett pontszám /(Játszmák száma) | Szerzett pontszám /(Játszmák száma) | 5(10)                       | 5(10)           | 4½(8)                          | 4½(8)             | 5(8)                          | 5(8)                  | 4½(8)                       | 4½(8)              | 7½(10)                          | 7½(10)             | 15        | 26½      | 18.   |
| Teljesítményérték                   | Teljesítményérték                   | 2592                        | 2592            | 2560                           | 2560              | 2563                          | 2563                  | 2552                        | 2552               | 2612                            | 2612               |           |          |       |
| Élő-pontszám változás               | Élő-pontszám változás               | −12,6                       | −12,6           | −4,6                           | −4,6              | −5,1                          | −5,1                  | −13,5                       | −13,5              | −4,9                            | −4,9               |           |          |       |

### Női verseny
A női versenyen 151 csapatban 747 versenyző vett részt, akik közül 451-en rendelkeztek valamilyen nemzetközi címmel, köztük 21 nagymester, 51 nemzetközi mester, 63 női nagymester és 102 női nemzetközi mester játszott a tornán.

#### A női verseny fordulóinak eredményei
Az alábbiakban fordulónként az első 10 helyezett, valamint a magyar csapat eredményei és helyezése olvasható.

##### 1. forduló (szeptember 24.)
Az 1. fordulóban 73 csapat szerzett 2 meccspontot, közülük 55 győzött 4–0 arányban. Hiányzott az 1. forduló sorsolásáról Nigéria, Pakisztán, Elefántcsontpart, Ruanda és Burundi csapata, őket nem párosították.
A sorsolási szisztémát tekintve, amely szerint az első fordulóban a legerősebb csapatok a leggyengébbekkel kerülnek szembe, meglepetésnek tekinthető, hogy az első hat kiemelt csapat közül csak Ukrajna és India győzött 4–0-ra. Csak 3–1-re sikerült győznie Grúziának és Franciaországnak, míg Kína és Oroszország is elhullajtott fél pontot. Az orosz csapatban ráadásul az első táblán játszó Alekszandra Gorjacskina vesztett állásból hozta vissza a fél pontot mintegy 600 Élő-ponttal gyengébb Costa Rica-i ellenfelével szembeni mérkőzésén.
A forduló szépségdíját az izraeli Marsel Efroimski kapta a japán Sakai Azumi elleni játszmájáért.
Az 1. forduló élő közvetítése a játszmákkal
| Csapat                    | Átlag Élő-p. | CsP | EP | − | Csapat        | Átlag Élő-p. | CsP | EP | Eredmény |
| ------------------------- | ------------ | --- | -- | - | ------------- | ------------ | --- | -- | -------- |
| Costa Rica                | 1916         |     |    | – | Oroszország   | 2498         |     |    | ½–3½     |
| Ukrajna                   | 2448         |     |    | – | Monaco        | 1920         |     |    | 4–0      |
| Tádzsikisztán             | 1913         |     |    | – | Kína          | 2432         |     |    | ½–3½     |
| Grúzia–1                  | 2464         |     |    | – | Dél-Korea     | 1869         |     |    | 3–1      |
| Új-Zéland                 | 1891         |     |    | – | India         | 2417         |     |    | 0–4      |
| Franciaország             | 2357         |     |    | – | Albánia       | 1886         |     |    | 3–1      |
| Guatemala                 | 1858         |     |    | – | Lengyelország | 2371         |     |    | 1–3      |
| Kazahsztán                | 2316         |     |    | – | Szingapúr     | 1880         |     |    | 3½–½     |
| Amerikai Egyesült Államok | 2343         |     |    | – | Uruguay       | 1839         |     |    | 3–1      |
| Jordánia                  | 1740         |     |    | – | Azerbajdzsán  | 2340         |     |    | 0–4      |
| Írország                  | 1783         |     |    | – | Magyarország  | 2302         |     |    | 0–4      |

##### 2. forduló (szeptember 25.)
A forduló meglepetése volt, hogy Üzbegisztán legyőzte az orosz válogatottat, miután a 4. táblán a 300 Élő-ponttal kevesebbel rendelkező üzbég játékos győzött az egykori világbajnoki döntős Natalja Pogonyina ellen. Ugyanakkor Valentyina Gunyina nem találta meg a 46.e6 nyerő lépést, és nyert állásban örökös sakkal döntetlent tartott. Ukrajna is nehezen, csak minimális arányban tudott győzni Türkmenisztán ellen, úgy, hogy az exvilágbajnok Anna Usenyina jóval gyengébb ellenfele a nyert állásban nem találta meg az 50.– B8a3 nyerő folytatást, és végül a játszmát döntetlenre rontotta. Meglepetés volt a német válogatott döntetlen eredménye Grúzia harmadik csapata ellen, ahol az első táblán Elisabeth Pähtz nyert állást rontott vesztésre a 62.Kb1 lépésével (62.Kb3 helyett). India és Azerbajdzsán biztosan, 4–0-ra győzött Kína azonban elvesztegetett egy játszmapontot Kolumbia ellen. A forduló szépségdíját a grúz Bela Kotenasvili kapta a norvég Sheila Barth Sahl elleni játszmája befejezéséért.
A páratlan számú résztvevő miatt Sierra Leone erőnyerőként kapott 2 meccspontot. A 2. forduló után 33 csapat állt 4 meccsponttal, közülük 21 csapat mind a nyolc játszmáját megnyerte. A magyar csapat holtversenyben a 19. helyen állt.
A 2. forduló élő közvetítése a játszmákkal
| Csapat        | Átlag Élő-p. | CsP | EP | − | Csapat              | Átlag Élő-p. | CsP | EP | Eredmény |
| ------------- | ------------ | --- | -- | - | ------------------- | ------------ | --- | -- | -------- |
| Türkmenisztán | 2065         | 2   | 4  | – | Ukrajna             | 2453         | 2   | 4  | 1½–2½    |
| India         | 2403         | 2   | 4  | – | Venezuela           | 2059         | 2   | 4  | 4–0      |
| Németország   | 2372         | 2   | 4  | – | Grúzia–3            | 2059         | 2   | 4  | 2–2      |
| Azerbajdzsán  | 2368         | 2   | 4  | – | Belgium             | 2021         | 2   | 4  | 4–0      |
| Magyarország  | 2315         | 2   | 4  | – | Észak-Macedónia     | 2039         | 2   | 4  | 2½–1½    |
| Svédország    | 2001         | 2   | 4  | – | Grúzia–2            | 2322         | 2   | 4  | ½–3½     |
| Spanyolország | 2290         | 2   | 4  | – | Banglades           | 2014         | 2   | 4  | 2½–1½    |
| Izland        | 2009         | 2   | 4  | – | Hollandia           | 2331         | 2   | 4  | 1–3      |
| Mongólia      | 2254         | 2   | 4  | – | Bosznia-Hercegovina | 1989         | 2   | 4  | 3–1      |
| Vietnám       | 2280         | 2   | 4  | – | ICCD                | 1803         | 2   | 4  | 4–0      |

##### 3. forduló (szeptember 26.)
Oroszország az Üzbegisztántól elszenvedett vereség sokkja után 4–0 arányban győzött Malajzia ellen, és Kína is csak fél pontot engedélyezett Kubának. Azerbajdzsán vesztett az első táblán az angolok ellen, Ukrajna két döntetlent játszott a románokkal, de biztosan, 3–1-re nyertek. Meglepetésnek számít India 2–2-es döntetlenje Szerbiával, ahol a két első táblán az indiaiak nyertek, de a két utolsó táblán vesztettek. Szintén meglepetésnek tekinthető a legutóbbi sakkolimpia ezüstérmesének, Lengyelországnak a döntetlenje Törökország ellen, és ugyanígy az erősebbnek számító magyar női csapat döntetlenje Argentínával.
A 3. forduló után 12 csapat állt 6 meccsponttal, de már nem volt 100%-os csapat. A legtöbb játszmapontot, 11,5-et Vietnam szerezte, 11 játszmaponttal állt Irán és a 11. helyezett Azerbajdzsán. Az első tízben nem szereplő esélyes csapatok közül India a 20. és az egy-egy vereséggel álló Franciaország a 31., míg Oroszország csak a 37. helyen állt.
A 3. forduló élő közvetítése a játszmákkal
| Csapat      | Átlag Élő-p. | CsP | EP | − | Csapat        | Átlag Élő-p. | CsP | EP | Eredmény |
| ----------- | ------------ | --- | -- | - | ------------- | ------------ | --- | -- | -------- |
| Szerbia     | 2297         | 4   | 7  | – | India         | 2442         | 4   | 8  | 2–2      |
| Anglia      | 2281         | 4   | 7  | – | Azerbajdzsán  | 2369         | 4   | 8  | 1–3      |
| Litvánia    | 2223         | 4   | 7  | – | Vietnám       | 2300         | 4   | 8  | ½–3½     |
| Románia     | 2313         | 4   | 8  | – | Ukrajna       | 2474         | 4   | 6½ | 1–3      |
| Kuba        | 2308         | 4   | 8  | – | Kína          | 2485         | 4   | 6½ | ½–3½     |
| Törökország | 2294         | 4   | 8  | – | Lengyelország | 2371         | 4   | 6½ | 2–2      |
| Görögország | 2275         | 4   | 8  | – | Örményország  | 2353         | 4   | 6½ | ½–3½     |
| Argentína   | 2258         | 4   | 8  | – | Magyarország  | 2343         | 4   | 6½ | 2–2      |
| Grúzia–2    | 2333         | 4   | 7½ | – | Spanyolország | 2332         | 4   | 6½ | 2–2      |
| Csehország  | 2276         | 4   | 7½ | – | Olaszország   | 2262         | 4   | 6½ | 1½–2½    |

| H.  | Csapat neve               | GY | D | V | CsP | S-B  | EP   |
| 1.  | Kína                      | 3  | 0 | 0 | 6   | 28,0 | 10   |
|     | Örményország              | 3  | 0 | 0 | 6   | 28,0 | 10   |
| 3.  | Mongólia                  | 3  | 0 | 0 | 6   | 28,0 | 9,5  |
| 4.  | Grúzia–1                  | 3  | 0 | 0 | 6   | 26,0 | 9,5  |
|     | Amerikai Egyesült Államok | 3  | 0 | 0 | 6   | 26,0 | 9,5  |
| 6.  | Olaszország               | 3  | 0 | 0 | 6   | 26,0 | 9    |
| 7.  | Irán                      | 3  | 0 | 0 | 6   | 24,5 | 11   |
| 8.  | Vietnám                   | 3  | 0 | 0 | 6   | 22,0 | 11,5 |
| 9.  | Ukrajna                   | 3  | 0 | 0 | 6   | 22,0 | 9,5  |
|     | Üzbegisztán               | 3  | 0 | 0 | 6   | 22,0 | 9,5  |
| ... | ...                       |    |   |   |     |      |      |
| 22. | Magyarország              | 2  | 1 | 0 | 5   | 18,0 | 8,5  |

##### 4. forduló (szeptember 27.)
Kína folytatta eredményes szereplését, és nem hagyta, hogy Üzbegisztán az orosz válogatott elleni győzelme után újabb meglepetést okozzon. India elkezdte a felzárkózást, legyőzve a legutóbbi olimpián ezüstérmes lengyel csapatot. Ukrajna könnyedén győzött 4–0-ra Szlovénia ellen. A forduló meglepetésének tekinthető a magyar válogatott veresége Grúzia második csapatától, valamint Franciaország 2–2-es döntetlenje Ausztriával.
A 4. forduló után már csak hat csapat állt pontveszteség nélkül. A végső győzelemre is esélyesek az első tíz csapat között, kivéve az egy vereséggel álló Oroszországot amely a 20., míg a már 3 meccspontot elhullajtott francia válogatott a 49. helyen állt. A magyar válogatott a vereségével a 46. helyre esett vissza.
A 4. forduló élő közvetítése a játszmákkal
| Csapat       | Átlag Élő-p. | CsP | EP   | − | Csapat                    | Átlag Élő-p. | CsP | EP  | Eredmény |
| ------------ | ------------ | --- | ---- | - | ------------------------- | ------------ | --- | --- | -------- |
| Kína         | 2485         | 6   | 10   | – | Üzbegisztán               | 2240         | 6   | 9,5 | 3–1      |
| Olaszország  | 2326         | 6   | 9    | – | Örményország              | 2353         | 6   | 10  | 1½–2½    |
| Irán         | 2270         | 6   | 11   | – | Mongólia                  | 2329         | 6   | 9,5 | ½–3½     |
| Vietnám      | 2320         | 6   | 11,5 | – | Grúzia–1                  | 2467         | 6   | 9,5 | 1–3      |
| Azerbajdzsán | 2369         | 6   | 11   | – | Amerikai Egyesült Államok | 2371         | 6   | 9,5 | 1½–2½    |
| Ukrajna      | 2486         | 6   | 9,5  | – | Szlovénia                 | 2221         | 6   | 8,5 | 4–0      |
| Magyarország | 2343         | 5   | 8,5  | – | Grúzia–2                  | 2318         | 5   | 9,5 | 1½–2½    |
| India        | 2458         | 5   | 10   | – | Lengyelország             | 2380         | 5   | 8,5 | 3–1      |
| Törökország  | 2297         | 5   | 10   | – | Szerbia                   | 2253         | 5   | 9   | 2½–1½    |
| Grúzia–3     | 2045         | 5   | 9,5  | – | Ausztrália                | 2231         | 5   | 8   | 1–3      |

| H.  | Csapat neve               | GY | D | V | CsP | S-B  | EP   |
| 1.  | Kína                      | 4  | 0 | 0 | 8   | 60,0 | 13   |
| 2.  | Amerikai Egyesült Államok | 4  | 0 | 0 | 8   | 54,0 | 12   |
| 3.  | Ukrajna                   | 4  | 0 | 0 | 8   | 52,0 | 13,5 |
| 4.  | Mongólia                  | 4  | 0 | 0 | 8   | 52,0 | 13   |
| 5.  | Örményország              | 4  | 0 | 0 | 8   | 51,0 | 12,5 |
| 6.  | Grúzia–1                  | 4  | 0 | 0 | 8   | 46,5 | 12,5 |
| 7.  | India                     | 3  | 1 | 0 | 7   | 41,0 | 13   |
| 8.  | Ausztrália                | 3  | 1 | 0 | 7   | 39,5 | 11   |
| 9.  | Grúzia–2                  | 3  | 1 | 0 | 7   | 38,5 | 12   |
| 10. | Törökország               | 3  | 1 | 0 | 7   | 34,5 | 12,5 |
|     | Argentína                 | 3  | 1 | 0 | 7   | 34,5 | 12,5 |
| ... | ...                       |    |   |   |     |      |      |
| 46. | Magyarország              | 2  | 1 | 1 | 5   | 36,5 | 10   |

##### 5. forduló (szeptember 28.)
Az élen, pontveszteség nélkül álló csapatok közül az 5. fordulóban csak az Amerikai Egyesült Államok csapata győzött, így egyedül állt a tabella élén. India nagyarányú győzelmet aratott az argentinok ellen. Grúzia első csapata szerencsével mentette meg az egyik meccspontot Ukrajna ellen, mivel Natalja Zsukova nyert állást rontott először döntetlen állásra, majd vesztésre Kotenasvili ellen. Oroszország a korábbi kisiklását felejtendő rákapcsolt, és a 9. kiemelt Németországot is 3,5–0,5-re verte, ezzel már a 14. helyre jött fel. Meglepetésre Grúzia első és második csapata is a 10 pontos amerikaiakat közvetlenül követő 9 pontos bolyban foglalt helyet. A magyar csapat győzelmével a 27. helyre jött fel.
Az 5. forduló élő közvetítése a játszmákkal
| Csapat                    | Átlag Élő-p. | CsP | EP   | − | Csapat       | Átlag Élő-p. | CsP | EP   | Eredmény |
| ------------------------- | ------------ | --- | ---- | - | ------------ | ------------ | --- | ---- | -------- |
| Örményország              | 2353         | 8   | 12,5 | – | Kína         | 2485         | 8   | 13   | 2–2      |
| Amerikai Egyesült Államok | 2358         | 8   | 12   | – | Mongólia     | 2322         | 8   | 13   | 3½–½     |
| Grúzia–1                  | 2484         | 8   | 12,5 | – | Ukrajna      | 2485         | 8   | 13,5 | 2–2      |
| Argentína                 | 2258         | 7   | 12,5 | – | India        | 2458         | 7   | 13   | ½–3½     |
| Grúzia–2                  | 2333         | 7   | 12   | – | Törökország  | 2294         | 7   | 12,5 | 3½–½     |
| Csehország                | 2269         | 6   | 13   | – | Ausztrália   | 2209         | 7   | 11   | 2½–1½    |
| Görögország               | 2263         | 6   | 11,5 | – | Azerbajdzsán | 2340         | 6   | 12,5 | 1–3      |
| Tádzsikisztán             | 1913         | 6   | 11   | – | Kanada       | 2158         | 6   | 12   | 1–3      |
| Irán                      | 2232         | 6   | 11,5 | – | Vietnám      | 2320         | 6   | 12,5 | 2½–1½    |
| Ecuador                   | 1974         | 6   | 12   | – | Olaszország  | 2301         | 6   | 10,5 | ½–3½     |
| ...                       | ...          |     |      |   |              |              |     |      |          |
| Izrael                    | 2274         | 5   | 8,5  | – | Magyarország | 2328         | 5   | 10   | 1½–2½    |

| H.  | Csapat neve               | GY | D | V | CsP | S-B   | EP   |
| 1.  | Amerikai Egyesült Államok | 5  | 0 | 0 | 10  | 100,0 | 15,5 |
| 2.  | Kína                      | 4  | 1 | 0 | 9   | 91,0  | 15   |
| 3.  | Ukrajna                   | 4  | 1 | 0 | 9   | 81,0  | 15,5 |
| 4.  | Grúzia–2                  | 4  | 1 | 0 | 9   | 80,0  | 15,5 |
| 5.  | Örményország              | 4  | 1 | 0 | 9   | 77,0  | 14,5 |
| 6.  | Grúzia–1                  | 4  | 1 | 0 | 9   | 75,0  | 14,5 |
| 7.  | India                     | 4  | 1 | 0 | 9   | 72,5  | 16,5 |
| 8.  | Azerbajdzsán              | 4  | 0 | 1 | 8   | 84,0  | 15,5 |
| 9.  | Olaszország               | 4  | 0 | 1 | 8   | 72,5  | 14   |
| 10. | Kazahsztán                | 3  | 2 | 0 | 8   | 72,0  | 14,5 |
| ... | ...                       |    |   |   |     |       |      |
| 27. | Magyarország              | 3  | 1 | 1 | 7   | 60,0  | 12,5 |

##### 6. forduló (szeptember 30.)
A 6. forduló után már az Amerikai Egyesült Államok csapata sem 100%-os, miután küzdelmes mérkőzésen döntetlenre végeztek India ellen. A mérkőzés minden játszmájában a világos bábukat vezető győzött. Örményország 3–1-re legyőzte az immár második vereségét elszenvedő orosz válogatottat, akik a 24. helyre estek vissza. Az élen állók közül az ukrán–kínai összecsapás döntetlenül végződött Anna Usenyinának a döntetlen végjátékban a 119. lépésben elkövetett hibája miatt, Grúzia első csapata győzött a második csapatuk ellen, így az élen hármas holtverseny állt elő az Amerikai Egyesült Államok, Grúzia és Örményország között.
A 6. forduló élő közvetítése a játszmákkal
| Csapat       | Átlag Élő-p. | CsP | EP   | − | Csapat                    | Átlag Élő-p. | CsP | EP   | Eredmény |
| ------------ | ------------ | --- | ---- | - | ------------------------- | ------------ | --- | ---- | -------- |
| India        | 2458         | 9   | 16,5 | – | Amerikai Egyesült Államok | 2371         | 10  | 15,5 | 2–2      |
| Ukrajna      | 2485         | 9   | 15,5 | – | Kína                      | 2485         | 9   | 15   | 2–2      |
| Oroszország  | 2523         | 8   | 15,5 | – | Örményország              | 2332         | 9   | 14,5 | 1–3      |
| Azerbajdzsán | 2360         | 8   | 15,5 | – | Lettország                | 2158         | 8   | 14,5 | 2½–1½    |
| Olaszország  | 2326         | 8   | 14   | – | Kuba                      | 2307         | 8   | 15,5 | 3–1      |
| Grúzia–1     | 2464         | 9   | 14,5 | – | Grúzia–2                  | 2333         | 9   | 15,5 | 2½–1½    |
| Litvánia     | 2223         | 8   | 14   | – | Kazahsztán                | 2403         | 8   | 14,5 | 1–3      |
| Kanada       | 2177         | 8   | 15   | – | Üzbegisztán               | 2240         | 8   | 14   | 1½–2½    |
| Csehország   | 2276         | 8   | 15,5 | – | Irán                      | 2270         | 8   | 14   | 1–3      |
| Mongólia     | 2329         | 8   | 13,5 | – | Románia                   | 2313         | 8   | 14,5 | 1½–2½    |
| ...          | ...          |     |      |   |                           |              |     |      |          |
| Magyarország | 2343         | 7   | 12,5 | – | Grúzia–3                  | 2059         | 7   | 13,5 | 3½–½     |

| H.  | Csapat neve               | GY | D | V | CsP | S-B   | EP   |
| 1.  | Amerikai Egyesült Államok | 5  | 1 | 0 | 11  | 125,0 | 17,5 |
| 2.  | Grúzia–1                  | 5  | 1 | 0 | 11  | 119,5 | 17   |
| 3.  | Örményország              | 5  | 1 | 0 | 11  | 118,0 | 17,5 |
| 4.  | Kína                      | 4  | 2 | 0 | 10  | 124,5 | 17   |
| 5.  | India                     | 4  | 2 | 0 | 10  | 119,5 | 18,5 |
| 6.  | Ukrajna                   | 4  | 2 | 0 | 10  | 119,0 | 17,5 |
| 7.  | Azerbajdzsán              | 5  | 0 | 1 | 10  | 113,5 | 18   |
| 8.  | Kazahsztán                | 4  | 2 | 0 | 10  | 107,0 | 17,5 |
| 9.  | Olaszország               | 5  | 0 | 1 | 10  | 106,0 | 17   |
| 10. | Üzbegisztán               | 5  | 0 | 1 | 10  | 102,0 | 16,5 |
| ... | ...                       |    |   |   |     |       |      |
| 17. | Magyarország              | 4  | 1 | 1 | 9   | 88,5  | 16   |

##### 7. forduló (október 1.)
Az eddig biztosan vezető Egyesült Államok csapata megtorpant, vereséget szenvedett Örményországtól, és visszaesett a 6. helyre. Az élcsoportból Kína és Ukrajna mindkét meccspontot megszerezte, Azerbajdzsán Olaszországgal és India Grúzia első csapatával minden táblán döntetlenül végzett. Győzelmével az örmény csapat vette át a vezetést 13 ponttal, őket négy csapat követi 12 ponttal. Oroszország ugyan 3–1 arányban győzött Görögország ellen, de a forduló legnagyobb meglepetéseként a világranglista 9. helyén álló Valentyina Gunyina már a 12. lépésben vesztőt húzott, és a 20. lépésben feladásra kényszerült a majdnem 300 Élő-ponttal kevesebbel rendelkező ellenfelével szemben. A magyar csapat a Szerbia fölött aratott nagyarányú győzelmével feljött a 10. helyre.
A 7. forduló élő közvetítése a játszmákkal
| Csapat         | Átlag Élő-p. | CsP | EP   | − | Csapat                    | Átlag Élő-p. | CsP | EP   | Eredmény |
| -------------- | ------------ | --- | ---- | - | ------------------------- | ------------ | --- | ---- | -------- |
| Örményország   | 2353         | 11  | 17,5 | – | Amerikai Egyesült Államok | 2358         | 11  | 17,5 | 2½–1½    |
| Kína           | 2456         | 10  | 17   | – | Hollandia                 | 2331         | 10  | 17,5 | 3–1      |
| Irán           | 2270         | 10  | 17   | – | Ukrajna                   | 2474         | 10  | 17,5 | 1½–2½    |
| Olaszország    | 2326         | 10  | 17   | – | Azerbajdzsán              | 2360         | 10  | 18   | 2–2      |
| Románia        | 2257         | 10  | 17   | – | Üzbegisztán               | 2251         | 10  | 16,5 | 2½–1½    |
| India          | 2449         | 10  | 18,5 | – | Grúzia–1                  | 2484         | 11  | 17   | 2–2      |
| Fülöp-szigetek | 2145         | 9   | 16   | – | Grúzia–2                  | 2322         | 9   | 17   | 1–3      |
| Kazahsztán     | 2369         | 9   | 16,5 | – | Argentína                 | 2258         | 9   | 15,5 | 3½–½     |
| Peru           | 2199         | 9   | 17,5 | – | Litvánia                  | 2223         | 9   | 16   | 2–2      |
| Szerbia        | 2253         | 9   | 15,5 | – | Magyarország              | 2343         | 9   | 16   | ½–3½     |

| H.  | Csapat neve               | GY | D | V | CsP | S-B   | EP   |
| 1.  | Örményország              | 6  | 1 | 0 | 13  | 158,0 | 20   |
| 2.  | Kína                      | 5  | 2 | 0 | 12  | 176,5 | 20   |
| 3.  | Ukrajna                   | 5  | 2 | 0 | 12  | 165,0 | 20   |
| 4.  | Grúzia–1                  | 5  | 2 | 0 | 12  | 153,0 | 19   |
| 5.  | Románia                   | 6  | 0 | 1 | 12  | 130,0 | 19,5 |
| 6.  | Amerikai Egyesült Államok | 5  | 1 | 1 | 11  | 158,5 | 19   |
| 7.  | India                     | 4  | 3 | 0 | 11  | 157,5 | 20,5 |
| 8.  | Azerbajdzsán              | 5  | 1 | 1 | 11  | 149,0 | 20   |
| 9.  | Olaszország               | 5  | 1 | 1 | 11  | 149,0 | 19   |
| 10. | Magyarország              | 5  | 1 | 1 | 11  | 148,0 | 19,5 |

##### 8. forduló (október 2.)
Az élen álló csapatok egymás közti rangadójából Kína (Románia ellen) és Ukrajna (Örményország ellen) került ki győztesen, ezzel ez a két csapat vette át 14 ponttal a vezetést a tabellán. Az amerikaiak legyőzték Olaszországot, és az élen állók mögött a 3. helyre jött fel, vezetve a 13 pontos üldözőbolyt, akik között ott található Magyarország is. Grúzia első csapata meglepetésre vereséget szenvedett Kazahsztántól, és visszaesett a 9. helyre. A forduló szenzációja a magyar csapat 3–1 arányú győzelme a jóval magasabb Élő-pontszámmal rendelkező indiai válogatott ellen. Magyarország ezzel a 4. helyre ugrott. Oroszország női csapata kiütéses győzelmével visszakerült az élbolyba, a 8. helyre.
A 8. forduló élő közvetítése a játszmákkal
| Csapat                    | Átlag Élő-p. | CsP | EP   | − | Csapat       | Átlag Élő-p. | CsP | EP   | Eredmény |
| ------------------------- | ------------ | --- | ---- | - | ------------ | ------------ | --- | ---- | -------- |
| Ukrajna                   | 2485         | 12  | 20   | – | Örményország | 2332         | 13  | 20   | 3–1      |
| Kína                      | 2456         | 12  | 20   | – | Románia      | 2313         | 12  | 19,5 | 3½–½     |
| Amerikai Egyesült Államok | 2371         | 11  | 19   | – | Olaszország  | 2326         | 11  | 19   | 3–1      |
| Magyarország              | 2343         | 11  | 19,5 | – | India        | 2458         | 11  | 20,5 | 3–1      |
| Grúzia–2                  | 2333         | 11  | 20   | – | Azerbajdzsán | 2369         | 11  | 20   | 1½–2½    |
| Grúzia–1                  | 2467         | 12  | 19   | – | Kazahsztán   | 2403         | 11  | 20   | 1–3      |
| Hollandia                 | 2305         | 10  | 18,5 | – | Oroszország  | 2506         | 10  | 19,5 | 0–4      |
| Irán                      | 2232         | 10  | 18,5 | – | Peru         | 2201         | 10  | 19,5 | 3½–½     |
| Lengyelország             | 2406         | 10  | 19,5 | – | Mongólia     | 2329         | 10  | 18,5 | 1–3      |
| Vietnám                   | 2320         | 10  | 21   | – | Kuba         | 2308         | 10  | 19   | 2–2      |

| H.  | Csapat neve               | GY | D | V | CsP | S-B   | EP   |
| 1.  | Kína                      | 6  | 2 | 0 | 14  | 227,5 | 23,5 |
| 2.  | Ukrajna                   | 6  | 2 | 0 | 14  | 226,0 | 23   |
| 3.  | Amerikai Egyesült Államok | 6  | 1 | 1 | 13  | 203,5 | 22   |
| 4.  | Magyarország              | 6  | 1 | 1 | 13  | 198,5 | 22,5 |
| 5.  | Azerbajdzsán              | 6  | 1 | 1 | 13  | 196,0 | 22,5 |
| 6.  | Örményország              | 6  | 1 | 1 | 13  | 193,0 | 21   |
| 7.  | Kazahsztán                | 5  | 3 | 0 | 13  | 192,5 | 23   |
| 8.  | Oroszország               | 6  | 0 | 2 | 12  | 205,5 | 23,5 |
| 9.  | Grúzia–1                  | 5  | 2 | 1 | 12  | 191,0 | 20   |
| 10. | Irán                      | 6  | 0 | 2 | 12  | 185,5 | 22   |

##### 9. forduló (október 3.)
Kína újabb győzelmével egyedüli elsőként került a tabella élére. Ukrajna döntetlenre végzett Azerbajdzsánnal, Örményország és Oroszország egyaránt 3–1-re győzött Irán, illetve Románia ellen. A legesélyesebbnek tartott hat csapatból egyedül a franciák nem voltak a legjobb 7 között.
A magyar csapat döntetlen esélyt szalasztott el, miután Gara Anita Irina Krush ellen a 107. és 108. lépésben sem találta meg a nyerő folytatást, és a bástya-gyalog elleni végjáték döntetlennel ért véget. A kis arányú vereség csak kevéssé vetette vissza a csapatot a tabellán, mert a fordulót követően ők vezették a 8. helyen a 13 pontos csapatok mezőnyét.
A 9. forduló élő közvetítése a játszmákkal
| Csapat                    | Átlag Élő-p. | CsP | EP   | − | Csapat        | Átlag Élő-p. | CsP | EP   | Eredmény |
| ------------------------- | ------------ | --- | ---- | - | ------------- | ------------ | --- | ---- | -------- |
| Kazahsztán                | 2403         | 13  | 23   | – | Kína          | 2485         | 14  | 23,5 | 1–3      |
| Azerbajdzsán              | 2360         | 13  | 22,5 | – | Ukrajna       | 2486         | 14  | 23   | 2–2      |
| Amerikai Egyesült Államok | 2371         | 13  | 22   | – | Magyarország  | 2343         | 13  | 22,5 | 2½–1½    |
| Örményország              | 2332         | 13  | 21   | – | Irán          | 2232         | 12  | 22   | 3–1      |
| Oroszország               | 2504         | 12  | 23,5 | – | Románia       | 2257         | 12  | 20   | 3–1      |
| Mongólia                  | 2329         | 12  | 21,5 | – | Grúzia–1      | 2484         | 12  | 20   | 1–3      |
| Grúzia–2                  | 2316         | 11  | 21,5 | – | Szerbia       | 2297         | 11  | 20   | 2–2      |
| Olaszország               | 2287         | 11  | 20   | – | India         | 2449         | 11  | 21,5 | 2–2      |
| Üzbegisztán               | 2240         | 11  | 20   | – | Franciaország | 2418         | 11  | 21   | 2–2      |
| Grúzia–3                  | 2059         | 11  | 20,5 | – | Vietnám       | 2269         | 11  | 23   | ½–3½     |

| H.  | Csapat neve               | GY | D | V | CsP | S-B   | EP   |
| 1.  | Kína                      | 7  | 2 | 0 | 16  | 285,0 | 26,5 |
| 2.  | Ukrajna                   | 6  | 3 | 0 | 15  | 281,0 | 25   |
| 3.  | Örményország              | 7  | 1 | 1 | 15  | 260,5 | 24   |
| 4.  | Amerikai Egyesült Államok | 7  | 1 | 1 | 15  | 259,5 | 24,5 |
| 5.  | Oroszország               | 7  | 0 | 2 | 14  | 254,0 | 26,5 |
| 6.  | Azerbajdzsán              | 6  | 2 | 1 | 14  | 246,5 | 24,5 |
| 7.  | Grúzia–1                  | 6  | 2 | 1 | 14  | 242,0 | 23   |
| 8.  | Magyarország              | 6  | 1 | 2 | 13  | 236,0 | 24   |
| 9.  | Kazahsztán                | 5  | 3 | 1 | 13  | 236,0 | 24   |
| 10. | Vietnám                   | 6  | 1 | 2 | 13  | 223,5 | 26,5 |

##### 10. forduló (október 4.)
Az élmezőnyben mindegyik mérkőzés döntetlennel végződött, így az első nyolc csapat között nem volt változás. A Kína–Amerikai Egyesült Államok-, az Ukrajna–Oroszország- és az Azerbajdzsán–Örményország-mérkőzésen mind a négy táblán döntetlen eredmény született, míg a Grúzia–Csehország-mérkőzésen minden táblán a világos színnel játszó győzött. Az olimpiai bajnoki címre az utolsó forduló előtt még négy csapat is esélyes volt. A magyar együttes a döntetlennel megőrizte a 8. helyét. Az utolsó fordulóra szerencsés sorsolás révén könnyű ellenfelet kapott.
A 10. forduló élő közvetítése a játszmákkal
| Csapat           | Átlag Élő-p. | CsP | EP   | − | Csapat                    | Átlag Élő-p. | CsP | EP   | Eredmény |
| ---------------- | ------------ | --- | ---- | - | ------------------------- | ------------ | --- | ---- | -------- |
| Kína             | 2456         | 16  | 26,5 | – | Amerikai Egyesült Államok | 2371         | 15  | 24,5 | 2–2      |
| Ukrajna          | 2485         | 15  | 25   | – | Oroszország               | 2521         | 14  | 26,5 | 2–2      |
| Azerbajdzsán     | 2369         | 14  | 24,5 | – | Örményország              | 2353         | 15  | 24   | 2–2      |
| Vietnám          | 2280         | 13  | 26,5 | – | Magyarország              | 2343         | 13  | 24   | 2–2      |
| Spanyolország    | 2332         | 13  | 23,5 | – | Kazahsztán                | 2369         | 13  | 24   | 2–2      |
| Grúzia–1         | 2466         | 14  | 23   | – | Csehország                | 2269         | 13  | 25,5 | 2–2      |
| Fehéroroszország | 2218         | 12  | 24   | – | Szlovénia                 | 2213         | 13  | 21   | 2–2      |
| India            | 2449         | 12  | 23,5 | – | Peru                      | 2201         | 12  | 22,5 | 3–1      |
| Olaszország      | 2301         | 12  | 22,5 | – | Grúzia–2                  | 2299         | 12  | 23,5 | 1½–2½    |
| Románia          | 2257         | 12  | 21   | – | Irán                      | 2270         | 12  | 23   | 2–2      |

| H.  | Csapat neve               | GY | D | V | CsP | S-B   | EP   |
| 1.  | Kína                      | 7  | 3 | 0 | 17  | 343,5 | 28,5 |
| 2.  | Ukrajna                   | 6  | 4 | 0 | 16  | 329,5 | 27   |
| 3.  | Amerikai Egyesült Államok | 7  | 2 | 1 | 16  | 319,0 | 26,5 |
| 4.  | Örményország              | 7  | 2 | 1 | 16  | 315,0 | 26   |
| 5.  | Oroszország               | 7  | 1 | 2 | 15  | 319,0 | 28,5 |
| 6.  | Grúzia–1                  | 6  | 3 | 1 | 15  | 304,0 | 25   |
| 7.  | Azerbajdzsán              | 6  | 3 | 1 | 15  | 286,5 | 26,5 |
| 8.  | Magyarország              | 6  | 2 | 2 | 14  | 293,5 | 26   |
| 9.  | Spanyolország             | 6  | 2 | 2 | 14  | 292,0 | 25,5 |
| 10. | India                     | 5  | 4 | 1 | 14  | 288,0 | 26,5 |

##### 11. forduló (október 5.)
Az utolsó forduló bővelkedett izgalmakban. Kétórányi játék után az orosz válogatott két táblán is nyerésre állt Kína ellen, és még legalább egy döntetlenre esélye volt. Ez az ukránoknak kedvezett volna, mivel ők nyerésre álltak Amerika ellen. Ezek az eredmények az ukránok számára jelentették volna az aranyérmet, mivel a velük azonos pontszámmal álló örmények vesztésre álltak Grúzia ellen. A kínai–orosz meccsen Olga Girja és Lej Ting-csie mérkőzésén az orosz nagymesternő nyert állásban az 53. lépésben nem találta meg a helyes folytatást, és a játszma döntetlenül végződött, ezzel 2–1-re vezetett az orosz csapat. Az olimpiai bajnoki cím sorsát a kínai–orosz mérkőzés utolsó játszmája döntötte el, ahol egyenlő állásban az exvilágbajnok Alekszandra Kosztyenyuk lépésismétléses döntetlent igényelt, amelyről kiderült, hogy téves igénylés volt. Emiatt a szabályok szerint az ellenfele extra időt kapott. Kosztyenyukot a döntés megviselte, és a továbbiakban láthatóan indiszponáltan játszott, majd a vesztő 87. lépésével eldöntötte az olimpiai bajnoki cím sorsát is.
Kína az Oroszország elleni döntetlennel biztosította elsőségét, és ezzel megvédte olimpiai bajnoki címét. Ukrajna az utolsó fordulóban az amerikai csapat elleni győzelmével szerezte meg az ezüstérmet. Grúzia első csapata legyőzte az addig harmadik helyen álló örményeket, és ezzel a hazai csapat elérte a dobogó harmadik fokát. Az orosz válogatott a torna első szakaszában nyújtott gyengébb teljesítménye ellenére szerezte meg a 4. helyet úgy, hogy az utolsó fordulóbeli győzelme esetén a dobogóra is kerülhetett volna. Az előzetesen 13. helyre rangsorolt magyar női válogatott várakozáson felül teljesítve az 5. helyen ért célba.
A 11. forduló élő közvetítése a játszmákkal
| Csapat                    | Átlag Élő-p. | CsP | EP   | − | Csapat        | Átlag Élő-p. | CsP | EP   | Eredmény |
| ------------------------- | ------------ | --- | ---- | - | ------------- | ------------ | --- | ---- | -------- |
| Oroszország               |              | 15  | 28,5 | – | Kína          |              | 17  | 28,5 | 2–2      |
| Amerikai Egyesült Államok |              | 16  | 26,5 | – | Ukrajna       |              | 16  | 27   | 1–3      |
| Vietnám                   |              | 14  | 28,5 | – | Azerbajdzsán  |              | 15  | 26,5 | 2–2      |
| Magyarország              |              | 14  | 26   | – | Szlovénia     |              | 14  | 23   | 3½–½     |
| Lengyelország             |              | 14  | 27   | – | Spanyolország |              | 14  | 25,5 | 2–2      |
| Örményország              |              | 16  | 26   | – | Grúzia–1      |              | 15  | 25   | 1–3      |
| Mongólia                  |              | 14  | 26   | – | India         |              | 14  | 26,5 | 1–3      |
| Csehország                |              | 14  | 27,5 | – | Grúzia–2      |              | 14  | 26   | 1½–2½    |
| Szerbia                   |              | 14  | 24,5 | – | Kazahsztán    |              | 14  | 26   | 1½–2½    |
| Kuba                      |              | 14  | 25,5 | – | Franciaország |              | 14  | 26,5 | 1½–2½    |

#### A női verseny végeredménye
| H.  | Csapat neve               | GY | D | V | CsP | S-B   | EP   |
| 1.  | Kína                      | 7  | 4 | 0 | 18  | 407,0 | 30,5 |
| 2.  | Ukrajna                   | 7  | 4 | 0 | 18  | 395,5 | 30   |
| 3.  | Grúzia–1                  | 7  | 3 | 1 | 17  | 375,0 | 28   |
| 4.  | Oroszország               | 7  | 2 | 2 | 16  | 379,5 | 30,5 |
| 5.  | Magyarország              | 7  | 2 | 2 | 16  | 372,0 | 29,5 |
| 6.  | Örményország              | 7  | 2 | 2 | 16  | 366,0 | 27   |
| 7.  | Amerikai Egyesült Államok | 7  | 2 | 2 | 16  | 359,5 | 27,5 |
| 8.  | India                     | 6  | 4 | 1 | 16  | 352,5 | 29,5 |
| 9.  | Grúzia–2                  | 7  | 2 | 2 | 16  | 351,5 | 28,5 |
| 10. | Azerbajdzsán              | 6  | 4 | 1 | 16  | 347,5 | 28,5 |
| 11. | Kazahsztán                | 6  | 4 | 1 | 16  | 346,5 | 28,5 |
| 12. | Franciaország             | 7  | 2 | 2 | 16  | 315,5 | 29,0 |
| 13. | Spanyolország             | 6  | 3 | 2 | 15  | 343,5 | 27,5 |
| 14. | Irán                      | 7  | 1 | 3 | 15  | 340,0 | 28,0 |
| 15. | Vietnám                   | 6  | 3 | 2 | 15  | 338,5 | 30,5 |
| 16. | Lengyelország             | 6  | 3 | 2 | 15  | 324,5 | 29,0 |
| 17. | Üzbegisztán               | 6  | 3 | 2 | 15  | 316,5 | 26,5 |
| 18. | Fehéroroszország          | 7  | 1 | 3 | 15  | 308,0 | 28,5 |
| 19. | Szlovákia                 | 7  | 1 | 3 | 15  | 283,0 | 28,0 |
| 20. | Mongólia                  | 7  | 0 | 4 | 14  | 332,0 | 27,0 |

#### Egyéni legjobb teljesítmények
A legjobb teljesítményértékük alapján táblánként egyéni érmeket nyertek:
| Tábla | Arany                            | Arany | Ezüst                                   | Ezüst | Bronz                                   | Bronz |
| I     | Csü Ven-csün · Kína              | 2661  | Hoang Thanh Trang · Magyarország        | 2636  | Nana Dzagnidze · Grúzia–1               | 2600  |
| II    | Marija Muzicsuk · Ukrajna        | 2616  | Irina Krush · Amerikai Egyesült Államok | 2552  | Alekszandra Gorjacskina · Oroszország   | 2492  |
| III   | Khanim Balajayeva · Azerbajdzsán | 2522  | Csian Huang · Kína                      | 2459  | Ana Matnadze · Spanyolország            | 2442  |
| IV    | Marina Brunello · Olaszország    | 2505  | Lej Ting-csie · Kína                    | 2498  | Bela Kotenasvili · Grúzia–1             | 2506  |
| V     | Alshaeby Boshra · Jordánia       | 2568  | Olga Girja · Oroszország                | 2511  | Jennifer Yu · Amerikai Egyesült Államok | 2407  |

### A magyar női csapat eredményei
Az előzetesen a 13. helyre rangsorolt magyar női válogatott várakozáson felül teljesített. Az előző olimpiához képest 1 ponttal többet szerzett, és az akkori 16. helyhez képest az 5. helyet szerezte meg, azonos pontszámmal a 4. helyezettel, a verseny favoritjának tartott Oroszországgal, és csak 1 ponttal lemaradva a dobogóról. A csapat húzóembere az 1. táblán játszó Hoang Thanh Trang volt, aki 2636-os rendkívül magas teljesítményértékkel 10 játszmából 8,5 pontot szerzett a legerősebb ellenfelek ellen. A teljesítményértéke alapján az 1. táblások között ezüstérmet szerzett, és 24 ponttal növelte Élő-pontjainak számát.
| Forduló                             | Ellenfél                            | Hoang Thanh Trang 2423 | Hoang Thanh Trang 2423 | Gara Anita 2370          | Gara Anita 2370 | Gara Tícia 2321                | Gara Tícia 2321 | Lakos Nikoletta 2258        | Lakos Nikoletta 2258 | Terbe Julianna 2260        | Terbe Julianna 2260 | CsP össz. | EP össz. | Hely. |
| ----------------------------------- | ----------------------------------- | ---------------------- | ---------------------- | ------------------------ | --------------- | ------------------------------ | --------------- | --------------------------- | -------------------- | -------------------------- | ------------------- | --------- | -------- | ----- |
| 1                                   | Írország · 4–0                      | –                      | –                      | Diana Mirza 1960         | 1               | Mercedes Plaza Reino 1727      | 1               | Gearoidin Ui Laighleis 1791 | 1                    | Eibhia Ni Mhuireagain 1655 | 1                   | 2         | 4        | 1.    |
| 2                                   | Észak-Macedónia · 2½–1½             | Bojana Bejatovic 2057  | 1                      | –                        | –               | Monika Stojkovska 2106         | 0               | Gabriela Koskoska 2026      | ½                    | Katerina Petrovska 1966    | 1                   | 4         | 6½       | 19.   |
| 3                                   | Argentína · 2–2                     | Carolina Lujan 2350    | ½                      | Claudia Amura 2249       | ½               | Maria Florencia Fernandez 2219 | 1               | –                           | –                    | Ayelen Martinez 2215       | 0                   | 5         | 8½       | 22.   |
| 4                                   | Grúzia–2 · 1½–2½                    | Salome Melia 2391      | 1                      | Sofio Gvetadze 2325      | 0               | Sopiko Khukhashvili 2301       | 0               | Miranda Mikadze 2255        | ½                    | –                          | –                   | 5         | 10       | 46.   |
| 5                                   | Izrael · 2½–1½                      | Yuliya Shvayger 2375   | 1                      | Marsel Efroimski 2313    | ½               | –                              | –               | Olga Gutmakher 2258         | 0                    | Michal Lahav 2151          | 1                   | 7         | 12½      | 27.   |
| 6                                   | Grúzia–3 · 3½–½                     | Nino Khomeriki 2313    | 1                      | Mariami Janiashvili 2081 | 1               | Lile Koridze 1931              | 1               | –                           | –                    | Tamari Esadze 1911         | ½                   | 9         | 16       | 17.   |
| 7                                   | Szerbia · 3½–½                      | Jovana Eric 2261       | 1                      | Adela Velikic 2339       | 1               | Teodora Injac 2241             | ½               | Marina Gajcin 2170          | 1                    | –                          | –                   | 11        | 19½      | 10.   |
| 8                                   | India · 3–1                         | Kónéru Hanpi 2557      | 1                      | Drónavalli Hárika 2500   | ½               | Sachdev Tania 2400             | 1               | –                           | –                    | Eesha Karavade 2374        | ½                   | 13        | 22½      | 4.    |
| 9                                   | Amerikai Egyesült Államok · 1½–2½   | Anna Zatonskih 2431    | ½                      | Irina Krush 2423         | ½               | Tatev Abrahamyan 2361          | 0               | –                           | –                    | Jennifer Yu 2268           | ½                   | 13        | 24       | 8.    |
| 10                                  | Vietnám · 2–2                       | Kim Phung Thi Vo 2368  | 1                      | Thao Nguyen Le Pham 2347 | 0               | Mai Hung Thi Nguyen 2244       | ½               | Thuy Duong Ngoc Bach 2161   | ½                    | –                          | –                   | 14        | 26       | 8.    |
| 11                                  | Szlovénia · 3½–½                    | Laura Unuk 2299        | ½                      | Lara Janzelj 2254        | 1               | Jana Krivec 2185               | 1               | –                           | –                    | Teja Vidic 2116            | 1                   | 16        | 29½      | 5.    |
| Szerzett pontszám /(Játszmák száma) | Szerzett pontszám /(Játszmák száma) | 8½(10)                 | 8½(10)                 | 6(10)                    | 6(10)           | 6(10)                          | 6(10)           | 3½(6)                       | 3½(6)                | 5½(8)                      | 5½(8)               | 16        | 29½      | 5.    |
| Teljesítményérték                   | Teljesítményérték                   | 2636                   | 2636                   | 2352                     | 2352            | 2263                           | 2263            | 2178                        | 2178                 | 2249                       | 2249                |           |          |       |
| Élő-pontszám változás               | Élő-pontszám változás               | +24,7                  | +24,7                  | −0,4                     | −0,4            | −10,0                          | −10,0           | −4,6                        | −4,6                 | +2,2                       | +2,2                |           |          |       |

## A Nona Gaprindasvili-trófea
A Nona Gaprindasvili-trófeát a FIDE 1997-ben alapította az 1971–1987 közötti női világbajnok tiszteletére. Annak az országnak a válogatottja kapja, amelynek a nyílt és a női versenyben szerzett csapatpontszámainak összege a legnagyobb. Holtverseny esetén az eredeti sorrendeket eldöntő számításokat adják össze.
| Hely. | Nemzet                    | Pontok nyílt | Pontok női | Összesen | S-B   |
| ----- | ------------------------- | ------------ | ---------- | -------- | ----- |
| Arany | Kína                      | 18           | 18         | 36       | 779,5 |
| Ezüst | Oroszország               | 18           | 16         | 34       | 734,0 |
| Bronz | Ukrajna                   | 16           | 18         | 34       | 732,5 |
| 4.    | Amerikai Egyesült Államok | 18           | 16         | 34       | 720,0 |
| 5.    | India                     | 16           | 16         | 32       | 740,5 |
| 6.    | Örményország              | 16           | 16         | 32       | 737,0 |
| 7.    | Lengyelország             | 17           | 15         | 32       | 714,5 |
| 8.    | Franciaország             | 16           | 16         | 32       | 681,5 |
| 9.    | Azerbajdzsán              | 15           | 16         | 31       | 750,0 |
| 10.   | Vietnám                   | 16           | 15         | 31       | 718,0 |
| 11.   | Grúzia–1                  | 14           | 17         | 31       | 695,0 |
| 12.   | Magyarország              | 15.          | 16         | 31       | 693,0 |

## A szépségdíjas játszmák
|    | |    |    |    |    |    |    |
|    | \| \| \| \| \| \| \| \| \| \| \| \| \| \| \| \| \| \| \| \| \| \| \| \| \| \| \| \| \| \| \| \| \| \| \| \| \| \| \| \| \| \| \| \| \| \| \| \| \| \| \| \| \| \| \| \| \| \| \| \| \| \| \| \| \| \| \| \| \| \| \| \| |    |    |    |    |    |    |
|    | |    |    |    |    |    |    |
| a8 | b8 | c8 | d8 | e8 | f8 | g8 | h8 |
| a7 | b7 | c7 | d7 | e7 | f7 | g7 | h7 |
| a6 | b6 | c6 | d6 | e6 | f6 | g6 | h6 |
| a5 | b5 | c5 | d5 | e5 | f5 | g5 | h5 |
| a4 | b4 | c4 | d4 | e4 | f4 | g4 | h4 |
| a3 | b3 | c3 | d3 | e3 | f3 | g3 | h3 |
| a2 | b2 | c2 | d2 | e2 | f2 | g2 | h2 |
| a1 | b1 | c1 | d1 | e1 | f1 | g1 | h1 |

| a8 | b8 | c8 | d8 | e8 | f8 | g8 | h8 |
| a7 | b7 | c7 | d7 | e7 | f7 | g7 | h7 |
| a6 | b6 | c6 | d6 | e6 | f6 | g6 | h6 |
| a5 | b5 | c5 | d5 | e5 | f5 | g5 | h5 |
| a4 | b4 | c4 | d4 | e4 | f4 | g4 | h4 |
| a3 | b3 | c3 | d3 | e3 | f3 | g3 | h3 |
| a2 | b2 | c2 | d2 | e2 | f2 | g2 | h2 |
| a1 | b1 | c1 | d1 | e1 | f1 | g1 | h1 |

A Polgár Zsuzsa által vezetett bírálóbizottság fordulónként kiválasztotta a nyílt verseny és a női verseny legszebb játszmáit. A torna végén ezek közül választották ki a sakkolimpia szépségdíjas játszmáit. A díjat a nők között az orosz Alekszandra Gorjacskina kapta a 11. fordulóban a kínai Sen Jang elleni játszmájáért, míg a nyílt versenyen a svéd Tiger Hillarp Persson kapta a litván Tomas Laurusas elleni 7. fordulóbeli játszmája befejezéséért.
Sen Jang – Alekszandra Gorjacskina (11. forduló)
1.d4 d5 2.Hf3 Hf6 3.c4 c6 4.e3 Ff5 5.Hc3 e6 6.Hh4 Fg6 7.Hxg6 hxg6 8.Bb1 Vc7 9.g3 Hbd7 10.c5 e5 11.b4 a6 12.Fe2 Fe7 13.a4 Hf8 14.Fb2 e4 15.b5 He6 16.bxa6 bxa6 17.Fa3 Hd7 18.Vb3 Bb8 19.Vc2 Bxb1+ 20.Vxb1 0–0 21.Vc2 Vc8 22.Vd2 Fd8 23.Ha2 a5 24.Hc1 f5 25.Hb3 Vb7 26.Vc3 Hf6 27.Fc1 g5 28.Fd2 f4 29.gxf4 gxf4 30.h3 Fc7 31.Kd1 Bb8 32.Kc2 f3 33.Ff1 (lásd ábra) 33.– Hxc5 34.dxc5 Fe5 35.Fa6 Vxa6 36.Vxe5 Vd3+ 37.Kc1 Vxb3 38.Va1 d4 39.exd4 e3 40.Fxe3 Bb4 41.Bg1 Bc4+ 0–1
|    | |    |    |    |    |    |    |
|    | \| \| \| \| \| \| \| \| \| \| \| \| \| \| \| \| \| \| \| \| \| \| \| \| \| \| \| \| \| \| \| \| \| \| \| \| \| \| \| \| \| \| \| \| \| \| \| \| \| \| \| \| \| \| \| \| \| \| \| \| \| \| \| \| \| \| \| \| \| \| \| \| |    |    |    |    |    |    |
|    | |    |    |    |    |    |    |
| a8 | b8 | c8 | d8 | e8 | f8 | g8 | h8 |
| a7 | b7 | c7 | d7 | e7 | f7 | g7 | h7 |
| a6 | b6 | c6 | d6 | e6 | f6 | g6 | h6 |
| a5 | b5 | c5 | d5 | e5 | f5 | g5 | h5 |
| a4 | b4 | c4 | d4 | e4 | f4 | g4 | h4 |
| a3 | b3 | c3 | d3 | e3 | f3 | g3 | h3 |
| a2 | b2 | c2 | d2 | e2 | f2 | g2 | h2 |
| a1 | b1 | c1 | d1 | e1 | f1 | g1 | h1 |

| a8 | b8 | c8 | d8 | e8 | f8 | g8 | h8 |
| a7 | b7 | c7 | d7 | e7 | f7 | g7 | h7 |
| a6 | b6 | c6 | d6 | e6 | f6 | g6 | h6 |
| a5 | b5 | c5 | d5 | e5 | f5 | g5 | h5 |
| a4 | b4 | c4 | d4 | e4 | f4 | g4 | h4 |
| a3 | b3 | c3 | d3 | e3 | f3 | g3 | h3 |
| a2 | b2 | c2 | d2 | e2 | f2 | g2 | h2 |
| a1 | b1 | c1 | d1 | e1 | f1 | g1 | h1 |

Tiger Hillarp Persson – Tomas Laurusas (7. forduló)
1.Hf3 d5 2.g3 Hf6 3.Fg2 g6 4.c4 c6 5.b3 Fg7 6.Fb2 0–0 7.0–0 a5 8.Hc3 He4 9.Ha4 Fxb2 10.Hxb2 Hd7 11.d3 Hef6 12.d4 b6 13.Bc1 Fb7 14.Hd3 Bc8 15.Hfe5 Hxe5 16.dxe5 Hd7 17.Vd2 dxc4 18.Bxc4 Hxe5 19.Bh4 h5 20.Bd1 Hxd3 21.Vh6 Vd6 22.Bxd3 Vf6 23.Fe4 Fa6 24.Be3 Vg7 25.Vg5 Bcd8 26.Vxe7 Bd1+ 27.Kg2 Va1 28.Fxc6 Bg1+ 29.Kf3 Vf1 30.Kf4 Vxf2+ 31.Kg5 Kg7 (ha 31...Bc1 32.Bf4 Vxh2 33.Kh6 Bxc6 34.Vxf7+! Bxf7 35.Be8+) (lásd ábra) 32.Bf4 Vxh2 33.Vf6+ Kh7 34.Vxg6+! Kh8 35.Kh6 1–0

## Különdíjak
A sakkolimpia befejezését követően különböző díjak átadására került sor.
A 2018 tavaszán 43 éves korában elhunyt grúz sakkozónő, többszörös junior világ- és Európa-bajnok Nino Khurtsidze emlékére alapított díjat az a legfeljebb 20 éves sakkozónő kaphatta, aki az olimpián a legjobb eredményt érte el. A díjat a 15 éves dél-koreai Sunwoo Park vehette át, aki 9 játszmából 8 pontot szerzett. A torna legfiatalabb versenyzője egyébként a 10 éves indonéz Samantha Edithso volt.
Az olimpia idején a Polgár Zsuzsa elnöksége alatt ülésező FIDE Női Bizottsága a Caissa-díjat a 2016-os évben elért legjobb teljesítményért az ukrán Anna Muzicsuk, a 2017-es évben elért legjobb teljesítményért a grúz Nana Dzagnidze részére ítélte oda.
Ezen a sakkolimpián első ízben adták át az újságírók díját, amelyet a 74 éves bangladesi Rani Hamid kapott meg. Rani Hamid 33 évesen kezdett sakkozni. 2018-ban 73 évesen megnyerve az ázsiai zónaversenyt, kijutott a világbajnokságra. Ő Banglades első sakkozó nemzetközi mestere, 22-szeres országos bajnok, háromszoros brit bajnok, 1984 óta minden sakkolimpián részt vett, három alkalommal a férfiak között a nyílt versenyen.
A FIDE-újságírók díját kapta a legjobb sakkhír-weboldal kategóriában a ChessBase. A legjobb nemzeti sakkszövetségi weboldal kategóriában a Török Sakkszövetség weboldala nyert.